# Ломжа
Л́омжа (пол. Łomża) — місто на правах повіту на північному сході Польщі, приблизно за 150 кілометрів (90 миль) на північний схід від Варшави та 80 кілометрів (50 миль) на захід від Білостока, на річці Нарві у складі Підляського воєводства з 1999 року. Третє за величиною місто Підляського воєводства (популяція становить 62 779 мешканців. Раніше Ломжа була столицею Ломжинського воєводства з 1975 по 1998 рік. Тепер вона є центром Ломжинського повіту та місцевої римо-католицької єпархії Ломжі з 1925 року.
Ломжа є одним з головних економічних, освітніх і культурних центрів північно-східної Мазовії, а також одним із трьох головних міст Підляського воєводства (крім Білостока та Сувалків). Свою назву місто отримало від заповідної території, Ломжинського ландшафтного парку. У місті також знаходиться Ломжинська пивоварня.

## Історія

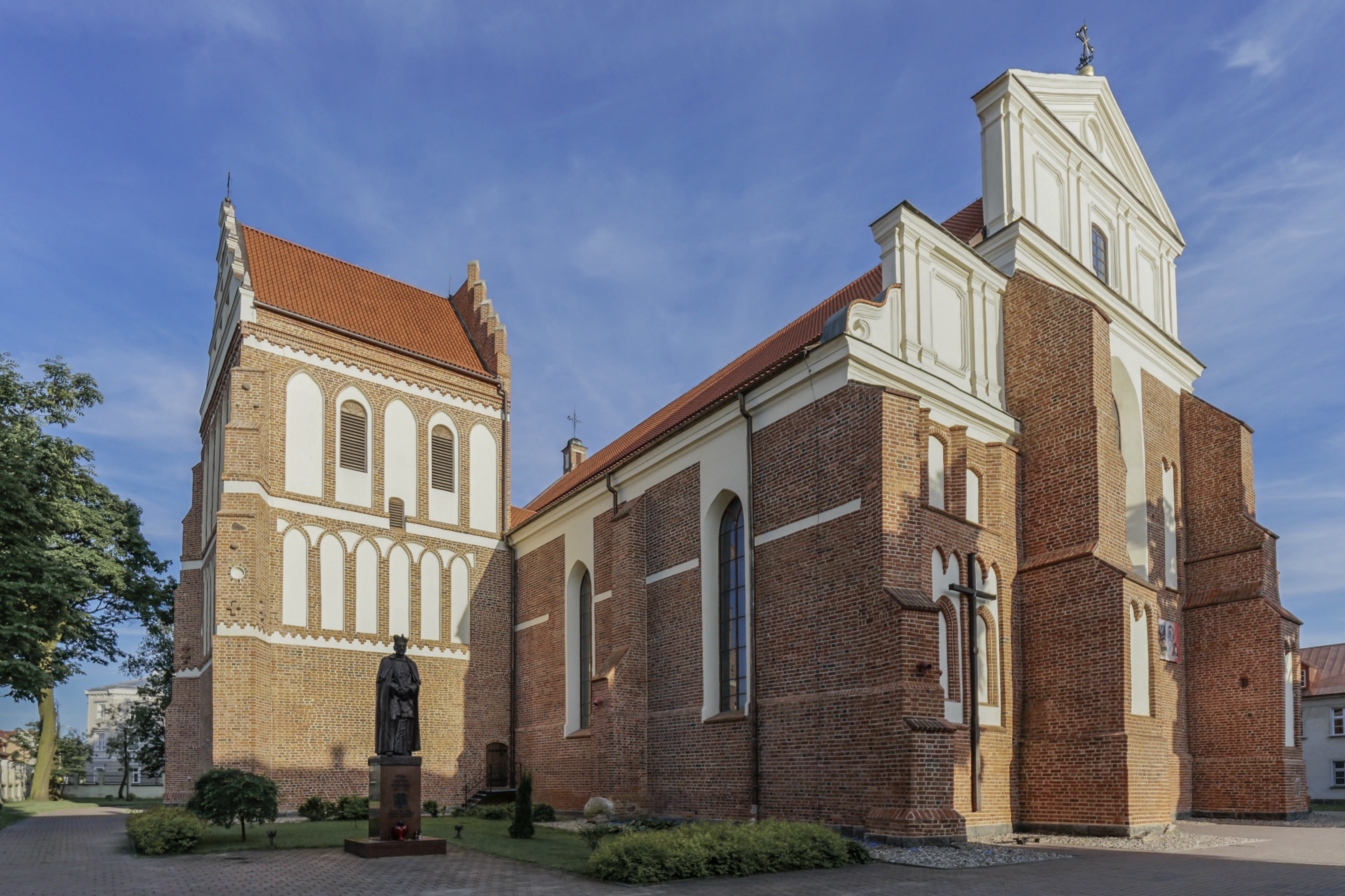
Собор Святого Архангела Михаїла

Наприкінці IX ст. Ломжа була вільним та відкритим поселенням. У першій половині XI століття почала будуватися фортеця. Вперше згадується в офіційних записах у 14 столітті. Довгий час Ломжа відносилася до Мазовецького герцогства, 15 червня 1418 р., мазовецьким герцогом Янушем I місту було надане міське право. В 1526 р. рід князів мазовецьких припинився, і Ломжа увійшла до складу Королівства Польського, а з 1569 року знаходилася в складі Речі Посполитої. В середині 16 століття Ломжа стала важливим політичним та економічним центром. Була королівським містом Польщі та столицею Ломжинської землі, адміністративної одиниці (ziemia) Мазовецького воєводства у Великопольському воєводстві Польської Корони до втрати Польщею незалежності в 1795 році.
Польський князь Болеслав IV Кучерявий (пол. Bolesław Kędzierzawy) побудував тут палац у 12 столітті. У 1444 році місто було звільнене від сплати транзитного податку по Нарві, що сприяло його подальшому розвитку. У 16 столітті король Сигізмунд II Август надав Ломзі право тричі на рік проводити великі ярмарки, подібні до Варшави і Плоцька. У 1614 р. єзуїти заснували єзуїтську колегію, яка, як і сьогоднішній «I Liceum Ogólnokształcące», є однією з найстаріших вищих шкіл у Польщі. У 1618 році велика пожежа знищила більшу частину міста, а через шість років від епідемії загинула 5021 людина. Серія катастроф (включаючи шведське вторгнення і козацькі набіги) призвели до його швидкого занепаду.

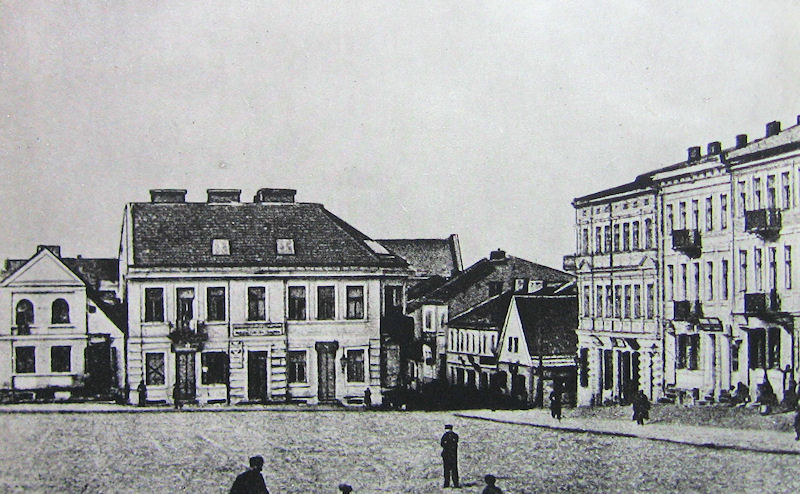
Stary Rynek (Площа Старий Ринок) у 1912

У 1794 році до міста увійшли прусські війська, і 24 жовтня 1795 року, по Третьому поділі Речі Посполитої, Ломжа відійшла до Королівства Пруссії. Прусська влада над містом проіснувала недовго: згідно Тільзитського миру від 7 липня 1807 року, Ломжа увійшла до складу новоствореного протекторату наполеонівської Франції, Варшавського герцогства.
На початку XIX ст. почалося відновлення економіки Ломжі. У 1806 році в місті мешкало бл. 6 тис. осіб. 3 травня 1815 року рішенням Віденського конгресу Варшавське герцогство було скасовано, а більша його частина під назвою Царства Польського відійшла до Російської імперії, при цьому Ломжа стала з 1816 року центром Августовського воєводства, але незабаром центр перенесено в Сувалки, а Ломжа перетворилася в повітове місто цього воєводства (від 1837-го — Августовської губернії). У 1867 році, з розділом Августовської губернії, Ломжа стає губернським містом.
Після російських розправ над польськими протестувальниками у Варшаві у 1861 році, у Ломзі відбулися польські демонстрації, на яких навіть поет-романтик Владислав Сирокомля виступив із публічною промовою,. Однак демонстрації закінчилися в жовтні 1861 року, коли росіяни ввели воєнний стан. Згодом Польський опір розпочав підготовку до повстання. У 1863 р. спалахнуло Січневе повстання, до якого приєдналося багато місцевих поляків. У липні 1863 р. росіяни вчинили розправу над 50-ма беззбройними молодими поляками в сусідньому лісі у Вигоді, переважно учнями місцевих шкіл, які приєдналися до повстання. Жертв катували та вбивали в жахливий спосіб, деяким вирізали очі, ламали кістки або виривали нутрощі перед смертю. З листопада 1863 р. росіяни здійснили масові арешти та конфіскації польської власності, багато повстанців втекли з країни. Росіяни вивезли сотні поляків із повіту на каторгу до Сибіру, а Ломжа була одним із місць російських страт польських повстанців. На місці страт поляки кілька разів ставили хрести, а росіяни їх знімали.
У XIX ст. у місті діяла школа ченців-піарів. Одним з її учнів був Ігнатій Данилович.
Економічне зростання Ломжі почалося з появою нових транспортних вузлів. Парадоксально, але нові колоністи — росіяни — сприяли цьому. Спочатку будуються військові, адміністративні, а потім економічні, громадські та житлові об'єкти. Населення динамічно зростає. Створюються нові площі й вулиці, багато будинків і громадських приміщень, у тому числі броварня, цукровий завод, шкіряний завод. Побудовані 3 костели, православний собор, євангельська кірха і синагога. Місто поступово розвивається як промисловий і торговельний центр. Існували 2 ринки, театр, публічна бібліотека, чоловіча та жіноча гімназії.
За даними 1895 р., у місті мешкало 20 578 жителів (у тому числі за віросповіданням: 9822 євреїв, 8932 католиків, 1806 православних, 407 протестантів). У Ломжі діяло декілька заводів і фабрик (усі невеликі), були два ринки, театр, публічна бібліотека, чоловіча і жіноча гімназії. 

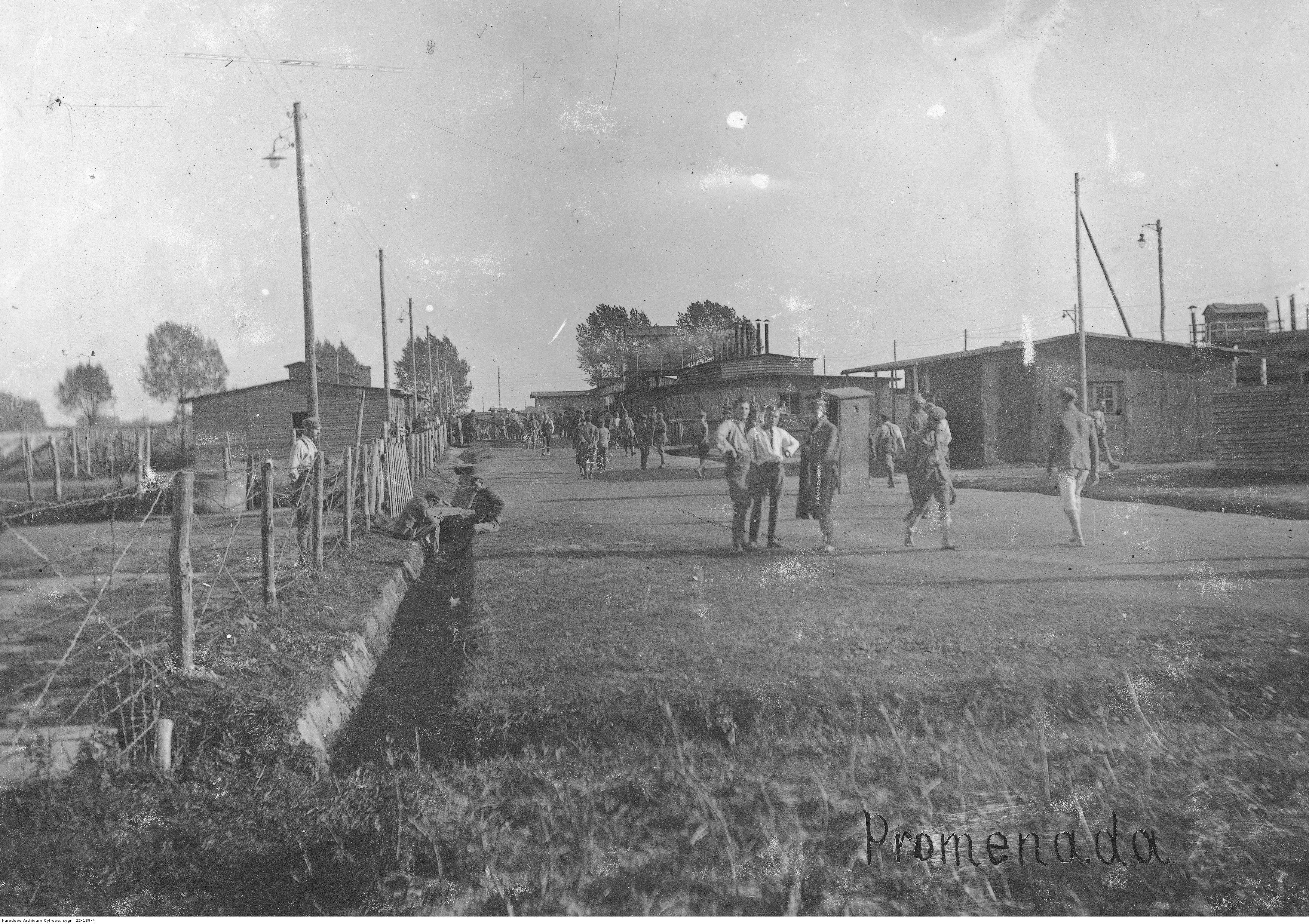
Табір для поляків у Першу світову війну

10 серпня 1915 року під час Першої світової війни 12-та російська армія без бою здала місто німецьким військам. У 1916–1917 рр. у місті дислокувалися Польські легіони. У 1917–1918 роках Ломжа була місцем розташування німецького табору для інтернованих солдатів польських легіонів. У листопаді 1918 року Польща відновила незалежність і  Ломжа опинилася у складі нової держави. Німецькі окупаційні війська відкрили вогонь по поляках, які намагалися звільнити місто,. 12 листопада місто залишили останні німецькі підрозділи.
29 липня 1920 року під час Польсько-радянської війни 3-й кавалерійський корпус РККА (Червоної армії) під командуванням Г. Д. Гая атакував Ломжу, що оборонялася силами 1-ї польської армії, і до 3 серпня знаходилися в місті. Ломжа опинилась безпосередньо на шляху катастрофічного відступу російської армії після її поразки в Битві під Варшавою. 15 серпня 1920 р. радянський генерал 15-ї армії Август Корк невдало обороняв місто проти польської 4-ї армії генерала Леонарда Скерського, перш ніж продовжити відступати на схід під тиском польських військ. Вже 15 серпня місто займають частини 1-ї польської армії на чолі з генерал-лейтенантом Ф. Латиніка, й невдовзі з незрозумілих причин йдуть з міста.

### Друга світова війна

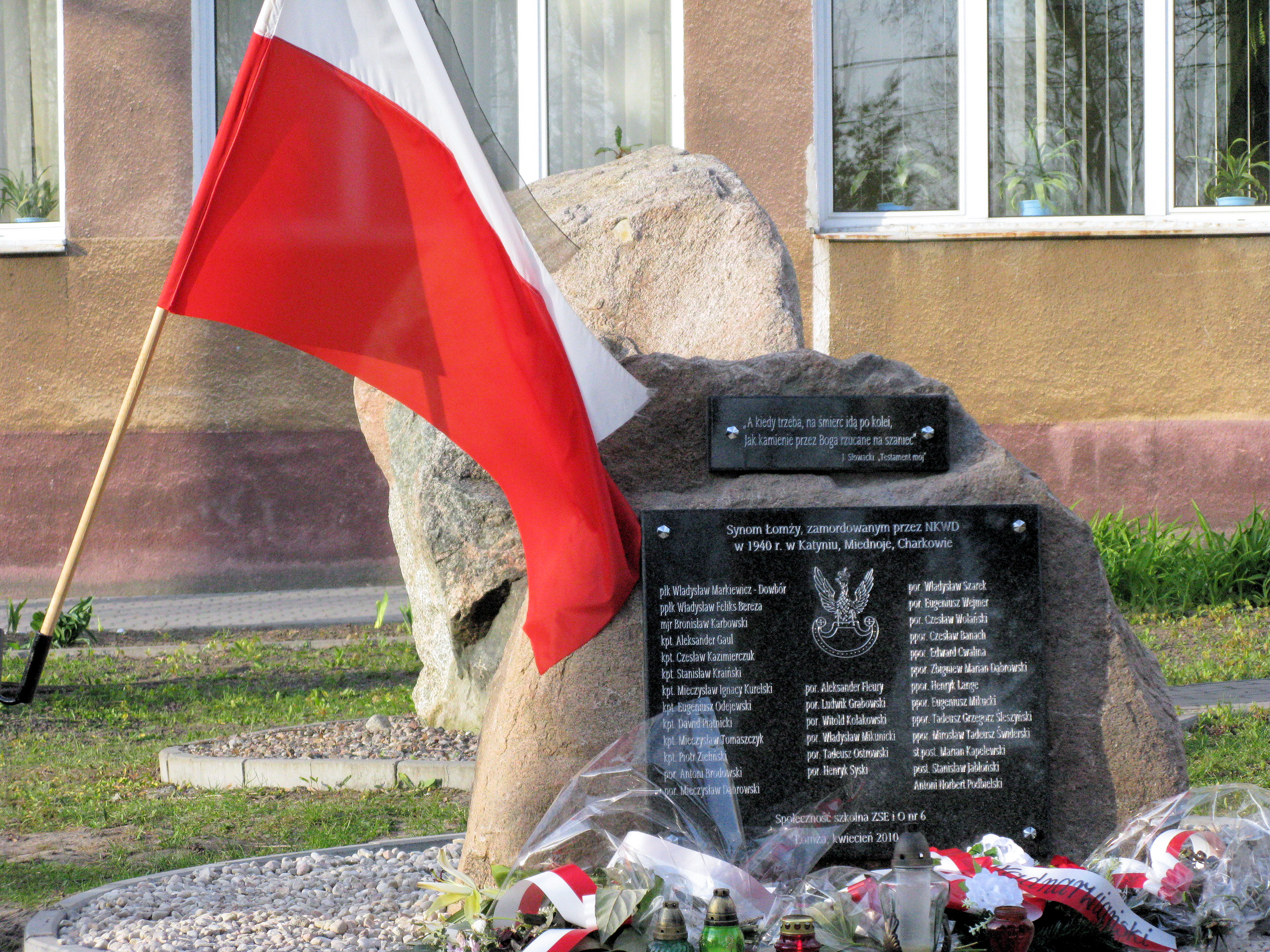
Меморіал полякам із Ломжі, загиблим у Катинській різанині

10 вересня 1939 року під час спільного Совєтського і Німецького вторгнення в Польщу, Ломжа була значною мірою зруйнована Вермахтом, а потім була ненадовго окупована Німеччиною. Німці увійшли до Ломжі в середині вересня, щоб вчинити різні злочини проти поляків. Вони провели обшуки польських офісів, організацій та католицьких установ, включаючи резиденцію єпископа та монастир Ордену капуцинів, заборонили проповіді і зібрання.
Але згодом, згідно з домовленістю з СРСР, німці відійшли на захід.
26 вересня 1939 року радянський літак скинув антипольські агітаційні листівки, в яких говорилося, що «поляки не здатні до самоуправління своєю країною», тому «совєти прийшли, щоб піклуватися про них з милосердя». Невдовзі німці передали місто Червоній армії, який надійшов 29 вересня.
29 вересня Ломжу займають радянські війська, 4 грудня указом президії Верховної Ради СРСР місто стало центром Ломжинського району Білостоцької області у складі Білоруської РСР. Совіти створили місцевий відділ НКВС, і польське населення зазнало репресій. У січні 1940 року Совіти змінили декілька назв вулиць, навіть назвавши одну «вулицею 17 вересня», днем радянського вторгнення до Польщі. Щонайменше 32 поляки з Ломжі були вбиті росіянами під час Катинської різанини у 1940 році.
У середині 1940 року радянські окупанти провели арешти ченців-капуцинів і вигнали монахинь-бенедиктинок. За радянськими даними з вересня 1940 р. з району до СРСР було вивезено понад 330 польських сімей. У 1941 році місцевий Польський підпільний рух опору був ослаблений, коли радянські війська заарештували його командира. Станом на 21 червня 1941 року, за день до того, як Німеччина вторглася до Радянського Союзу, радянські війська утримували в місцевій в’язниці 2128 осіб, і 20–21 червня здійснили масові депортації поляків до Росії. Ломжа залишалася під радянським контролем до операції Барбаросса.

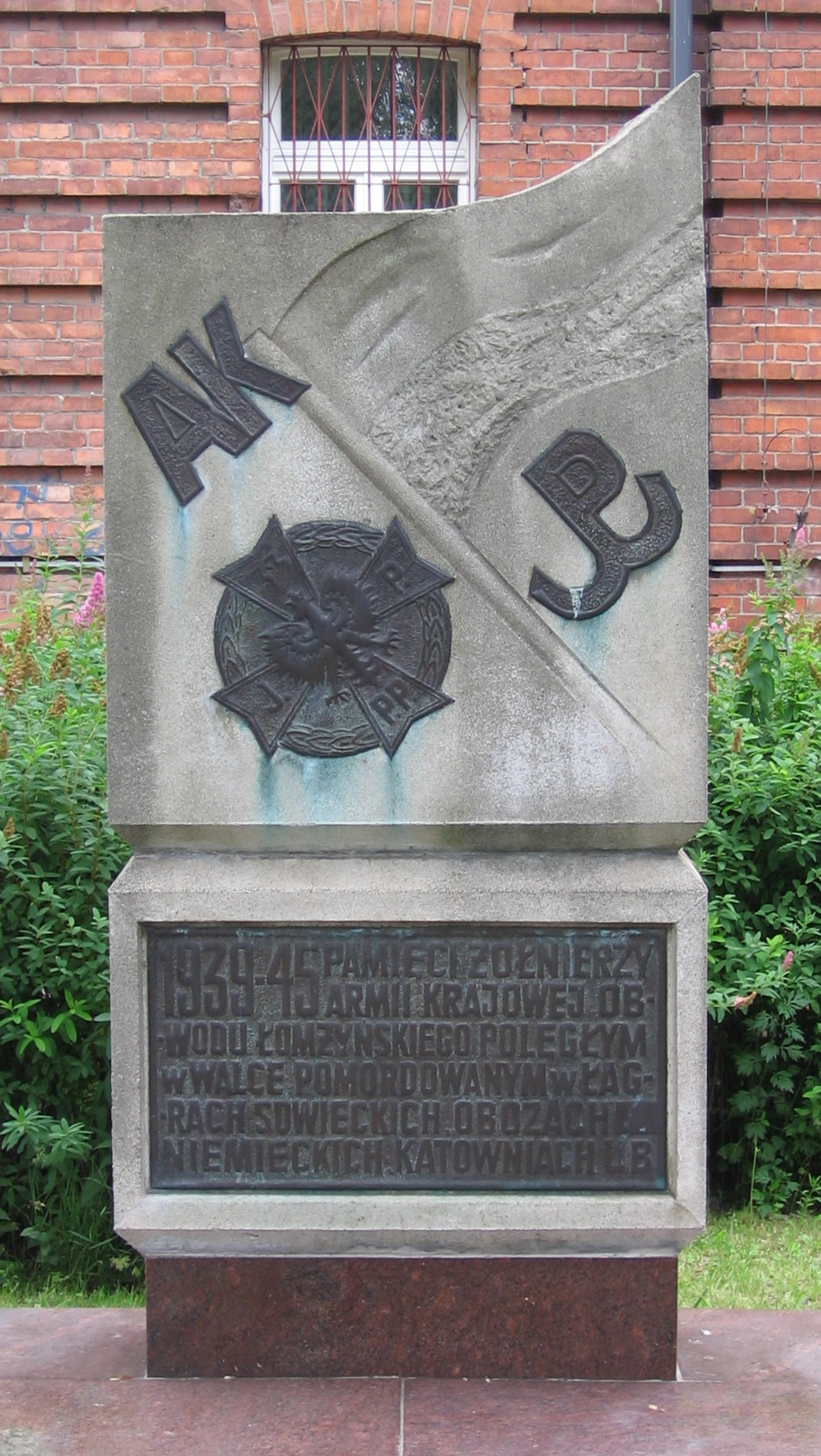
Пам'ятник місцевим загиблим і вбитим воїнам Армії Крайової

24 червня 1941 року Ломжу зайняли знову німецькі війська. Сотні поляків, у тому числі тих, кого спочатку тримали в місцевій в’язниці та місцева польська інтелігенція, були вбиті в результаті великих масових розстрілів у сусідніх селах Славець, Єзьорко та Пнево, у 1942–1943 рр.  У серпні 1941-го створено Ломжицьке гетто, у якому опинилися євреї не лише з Ломжі, а й із сусідніх містечок Снядове, Місткове та Єдвабне. Єврейське населення Ломжі, яке налічувало 9000 на початку війни, було майже повністю знищене, вбите в сусідньому лісі або відправлене в концтабір Освенцім. На початку листопада 1942 року гетто ліквідовано, а його мешканців  депортовано до транзитного табору в Замброві. Вижили лише кілька десятків місцевих жителів. З 1943 року Поліція безпеки («Sicherheitspolizei») здійснювала депортації поляків, у тому числі й підлітків, із місцевої в'язниці до концтабору Штуттгоф.
Червона армія дала відсіч і успішно захопила Ломжу 13 вересня 1944 року. Згодом місто знову увійшло до складу Польщі.
За часи Другої світової війни Ломжу знищено приблизно на 70%, також кількість населення скорочується на 60%. Радянські війська увійшли до міста 13 вересня 1944 року. 16 серпня 1945 року СРСР передав Білостоцьку область Польській республіці.

### Новітній період
У 1946-1975 роках найсдавніша частина міста була відбудована. Створюються нові житлові масиви, численні промислові заводи, серед яких Ломжинська бавовняна та меблева фабрики та виробник крохмалю PEPEES, а також міська теплоелектростанція. У цей час була створена і система міського транспорту. До початку 1970-х років населення досягло майже 30 000 жителів. У 1975 році місто стало центром Ломжицького воєводства. У 1998 році, після адміністративної реформи, воєводство  скасоване, а Ломжа стає повітовим містом у складі Підляського воєводства.

## Єврейська громада
Згадки про перших мешканців-євреїв у Ломзі датуються 1494 роком. Чисельність єврейського населення датується лише 1808 роком, коли офіційно було нараховано 157 євреїв. У 1881 році за ініціативою рабина Еліезера-Сімхи Рабіновича була побудована кам’яна синагога. Велика синагога за проєктом Енріко Марконі стала центром сіоністського руху.. «Ломжа Єшива», заснована у 1883 році, приваблювала сотні студентів-ортодоксальних євреїв. У 1931 році в місті проживало 8912 євреїв.

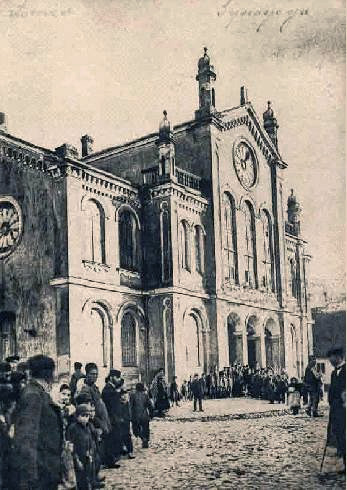
Велика синагога Ломжі до знищення німецькими нацистами у 1941 році

Перша світова війна була особливо важкою для єврейської громади Ломжі, яка була головним місцем битви з німецькими військами. У 1915 році Товариство допомоги євреям підрахувало, що 22 000 єврейських жителів Ломжі залишилися без житла через війну.
29 жовтня 1941 р. німецькі війська змусили понад 1000 єврейських жителів Ломжі стати на коліна в окопах, і розстріляли їх усіх з кулеметів. Вони продовжували вбивати цілі сім'ї.
12 серпня 1941 року в районі Старого Ринку було створено Ломжинське гетто. Кілька днів по тому нацистська Айнзацкоманда під керівництвом оберштурмфюрера СС Германа Шапера здійснила масові вбивства імовірних співробітників Радянського Союзу. Кількість євреїв, зігнаних до Ломжинського гетто з навколишніх сіл і міст, включаючи Єдвабне, Стависьки, Пйонтниця, Роткі, Візна, Ломжа та інші, коливалося від 10 000 до 18 000. Понад дві тисячі людей було вбито в Гельчинському лісі за містом. Багато євреїв загинуло від недоїдання та таких хвороб, як дизентерія та тиф. Решту відправили до концтабору Аушвіц. Ломжинська синагога була зруйнована. Гетто було ліквідоване під час остаточної депортації 1 листопада 1942 року. Лише невелика кількість євреїв Ломжі пережила Голокост; деякі знайшли притулок у католицьких польських родинах.
Наприкінці 1944 Червона Армія знову захопила територію. Після Ялтинської конференції Совіти віддали місто Польщі, загальне населення якого зменшилося до 12 500 жителів, жоден з яких не був євреєм.
Єврейське кладовище є одним із єдиних видимих залишків єврейської історії міста. У 1999 році було офіційно засноване Ломзинське єврейське кладовище як благодійну організацію, присвячену відновленню кладовища, вшануванню померлих, похованих там, а також покращенню відносин між поляками та євреями Ломжа оголосила єврейське кладовище історичним об’єктом, і місто зробило попередження про те, що будь-яка заподіяна шкода каратиметься Законом про збереження історичних місць. Місто також вирішило встановити двері та замінити дах на одній з оригінальних будівель цвинтаря.
У 1997 році була виявлена Тора, яка була захована в будинку в Ломжі з часів Другої світової війни. Тора була виявлена, коли будинок знищували для будівництва нового житла. Тору купив Джеральд К. Бендер, чоловік, який живе в Іллінойсі у Сполучених Штатах, чий батько народився та виріс у Ломжі. Бендер купив Тору, щоб подарувати її синагозі.

## Демографія
Демографічна структура станом на 31 березня 2011 року:
|          | Загалом | Допрацездатний вік | Працездатний вік | Постпрацездатний вік |
| -------- | ------- | ------------------ | ---------------- | -------------------- |
| Чоловіки | 30368   | 5934               | 21741            | 2693                 |
| Жінки    | 32835   | 5722               | 21097            | 6016                 |
| Разом    | 63203   | 11656              | 42838            | 8709                 |

Ломжа є третім за величиною містом Підляського воєводства з 63 036 мешканцями. На кінець 2006 року зростання населення було позитивним і становило 1,3% на 1000 жителів, тоді як сальдо міграції було негативним (-520)., показник безробіття у травні 2008 р. становив 10,2%. За даними 2006 р. середній дохід на одного жителя становив 2942,31 злотих.

### Історичне населення Ломжі, 1808 – 1931 рр.
Загальне населення позначене синім кольором. Кількість поляків єврейської віри — зеленим кольором. Джерело: Кір'ят-Тівон, Ізраїль.

## Релігія
Жителі Ломжі переважно римо-католики, хоча протягом століть, окрім католиків, тут оселялися послідовники інших релігій. Є свідчення про багато єврейських і протестантських надгробків на цвинтарях у Ломжі, зокрема на двох покинутих єврейських цвинтарях.

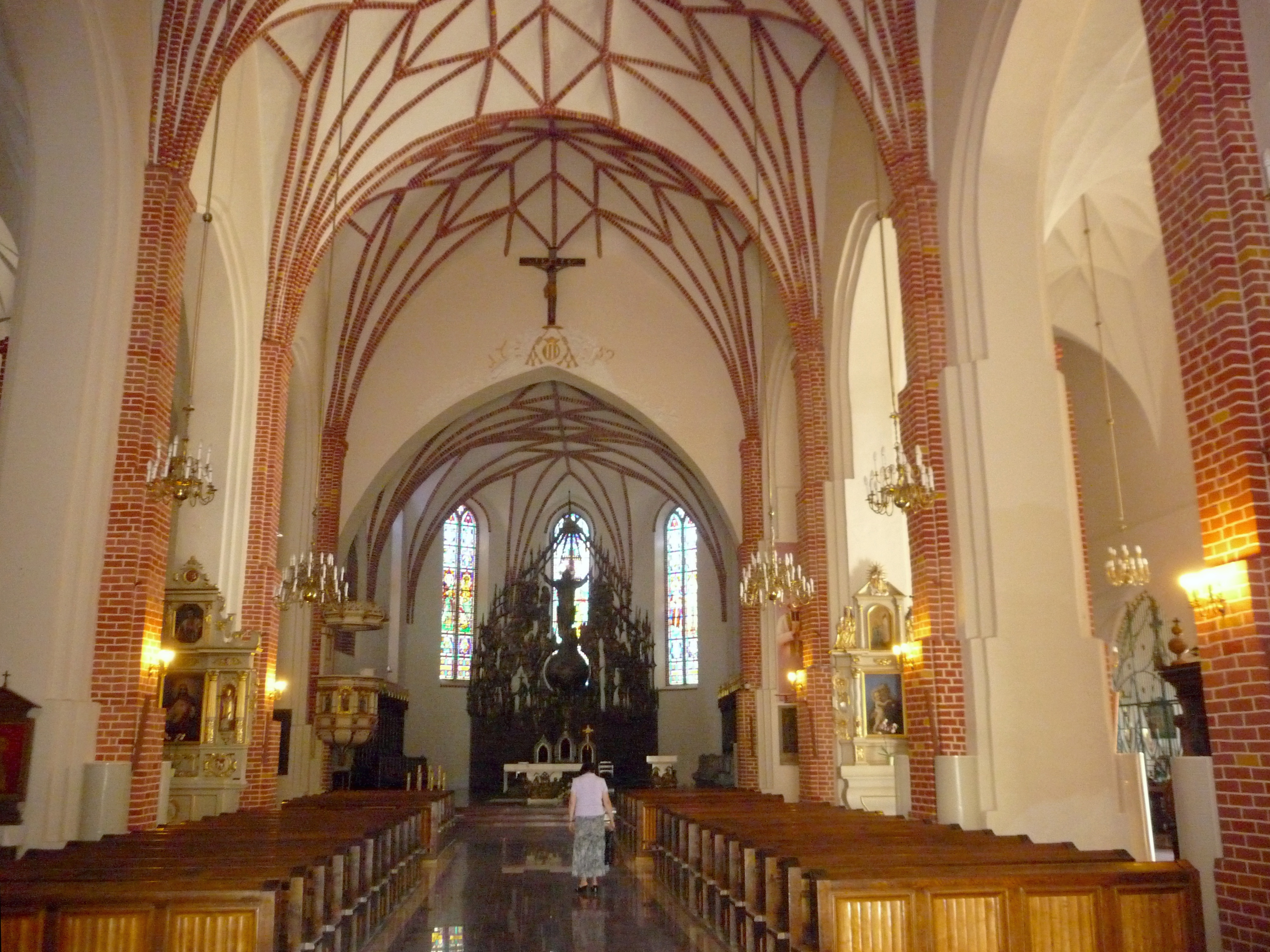
Головний неф Собор Святого Архангела Михаїла
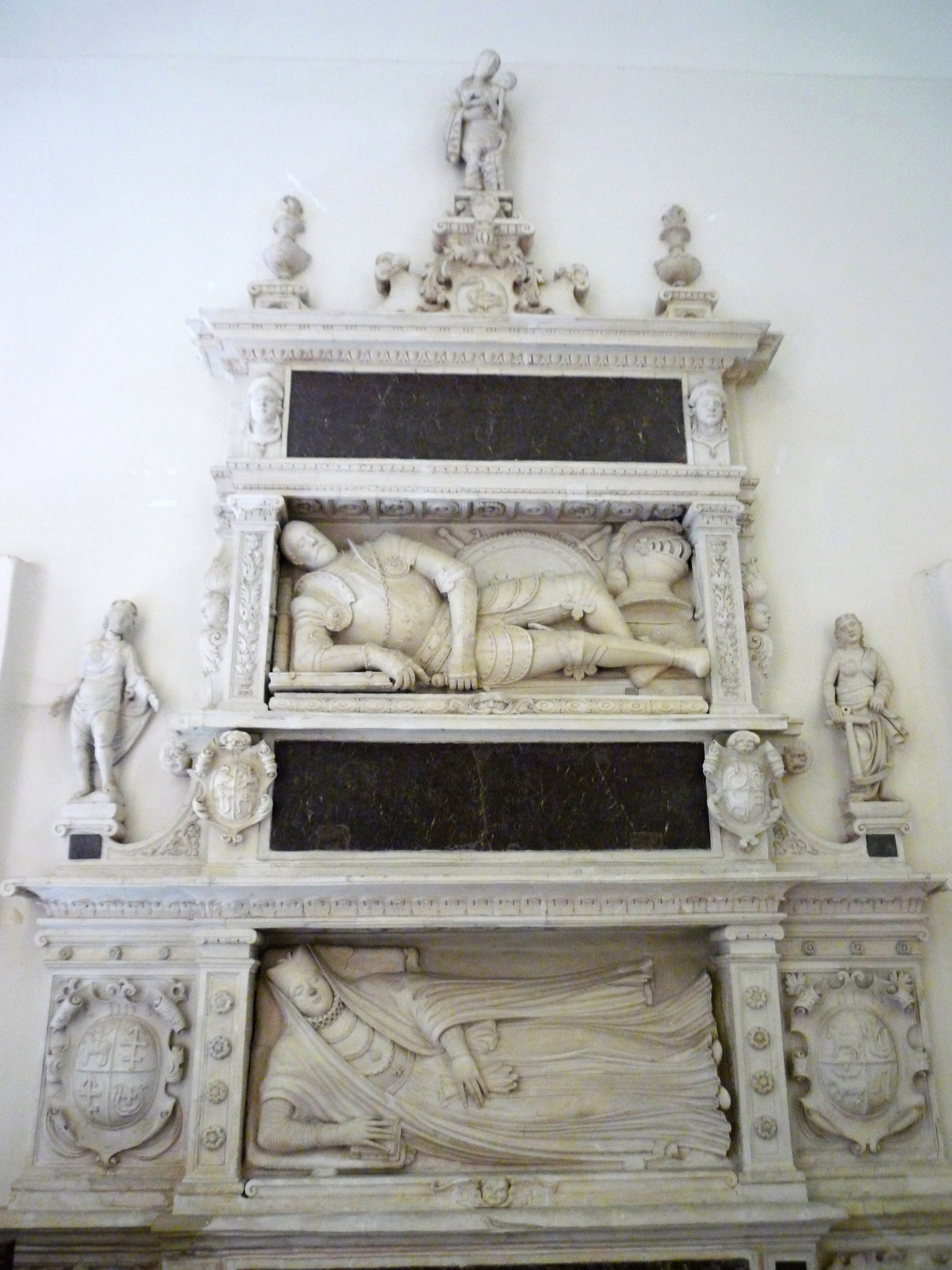
Відродження. Надгробна плита 1589 р. у соборі
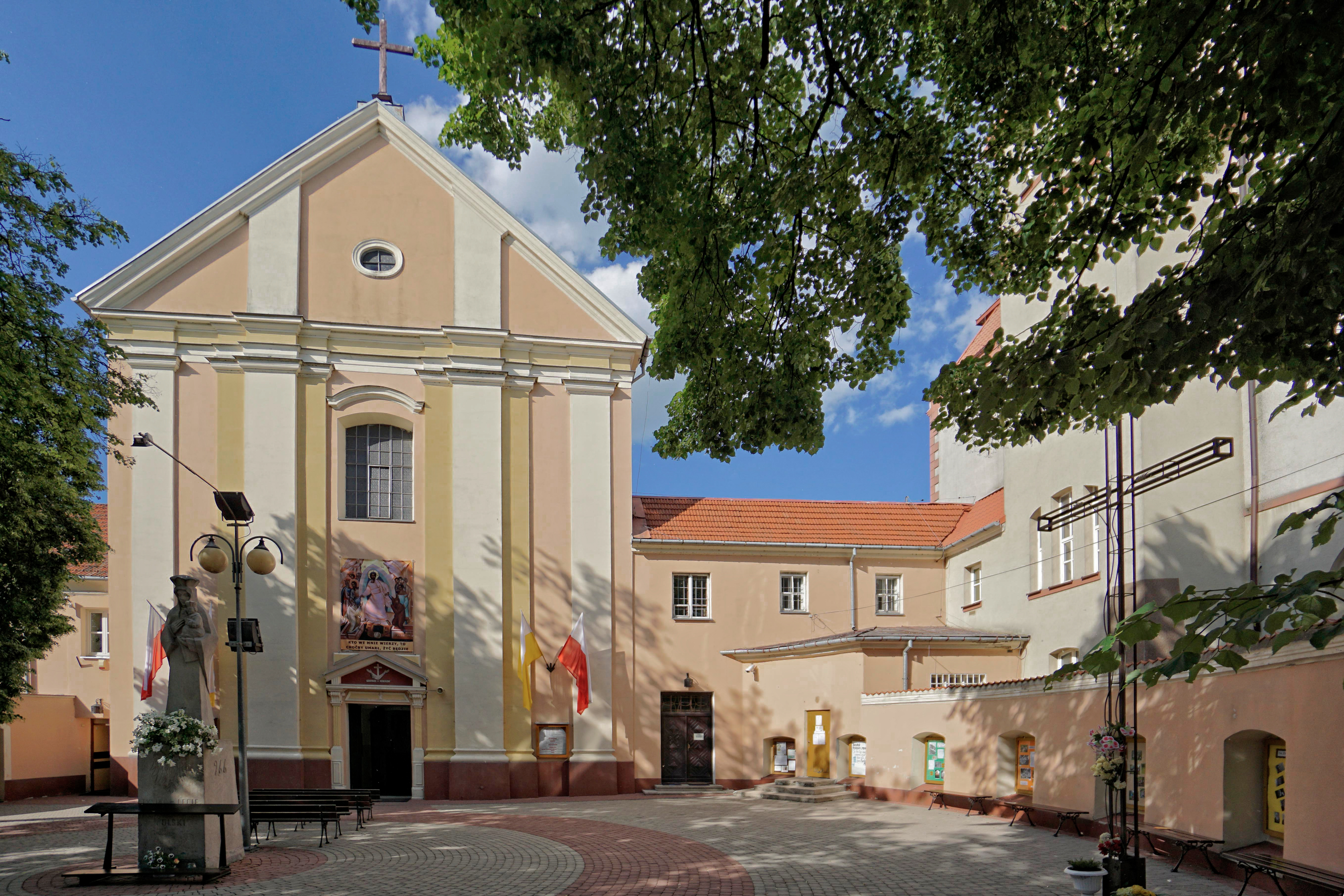
Парафіяльний костел капуцинів (18 ст.)
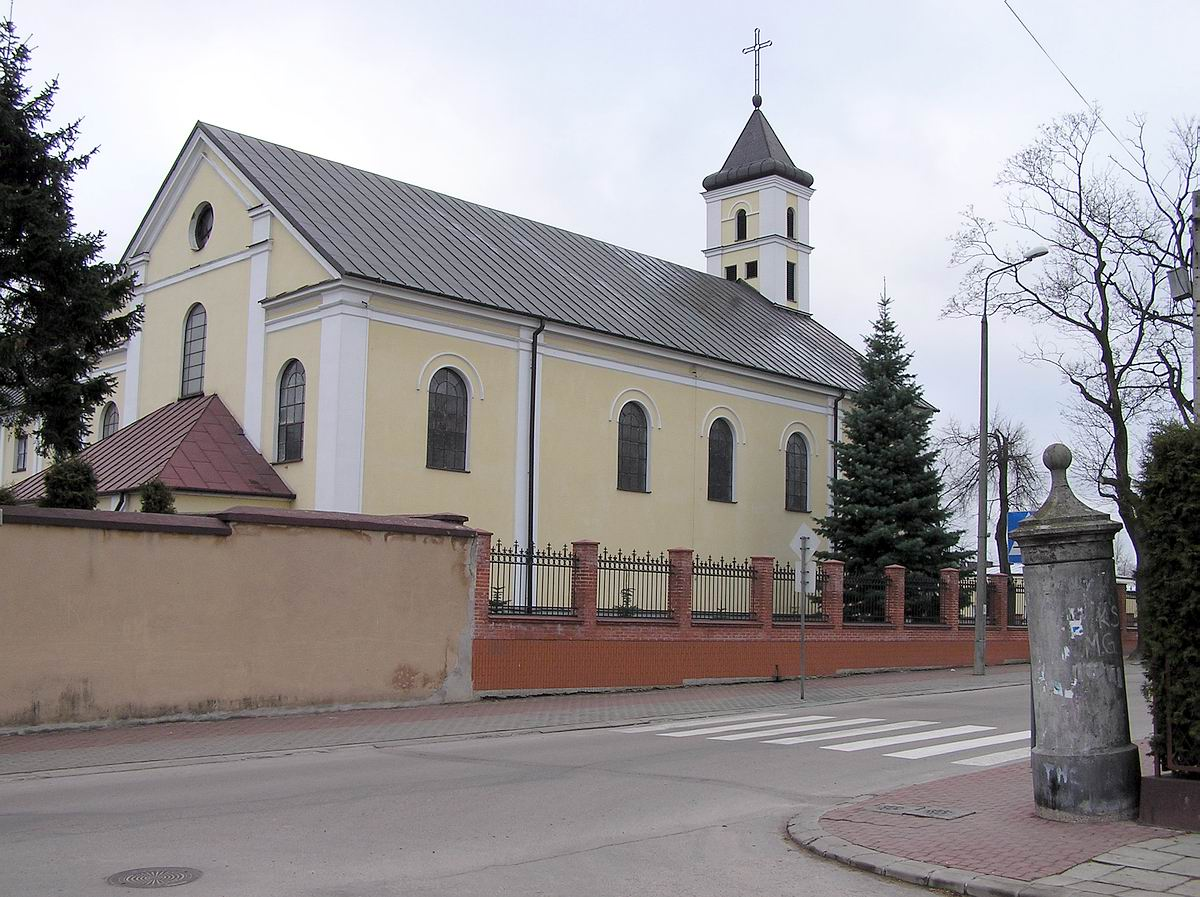
Церква Святої Трійці (19 ст.)
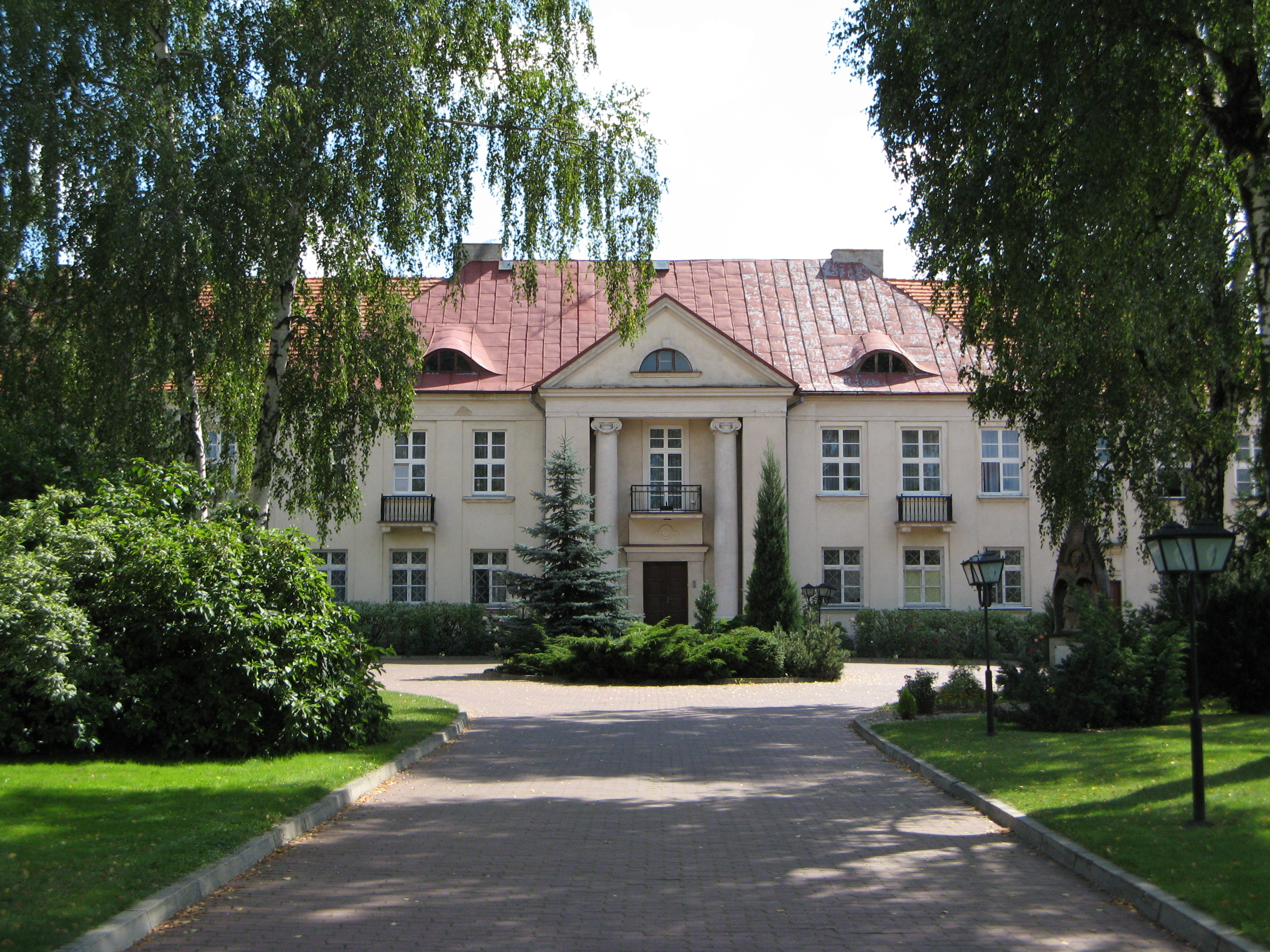
Єпископський палац

## Освіта
Історія освіти в Ломзі сягає початку 15 століття, коли була заснована перша парафія. У 1614 р. єзуїти, які проживали в Ломзі, створили Колегіум (сучасний I Liceum Ogólnokształcące im. Tadeusza Kościuszki). Одним із його ректорів був Андрій Боболя. Освітній рівень не знизився після шкільного піярому у 1774 році. Ломжа виховала низку сановників, серед інших: Шимона Конарського, Рафала Краєвського, Якуба Ігнація Вага, Войцеха Швейковського, Адама Четніка.
Нині в Ломзі існує добре розвинена мережа державних та приватних шкіл усіх рівнів. Є сім початкових шкіл, вісім шкіл, десять середніх шкіл, шість університетів (в тому числі три недержавних, зокрема, Вища школа агробізнесу в Ломжі) і дві школи мистецтв. Освітній рівень у Ломжі високий, за результатами іспитів та загальнодержавними списками. Наприклад, I Liceum Ogólnokształcące оцінюється як найкраща національна та центральна школа Польщі.

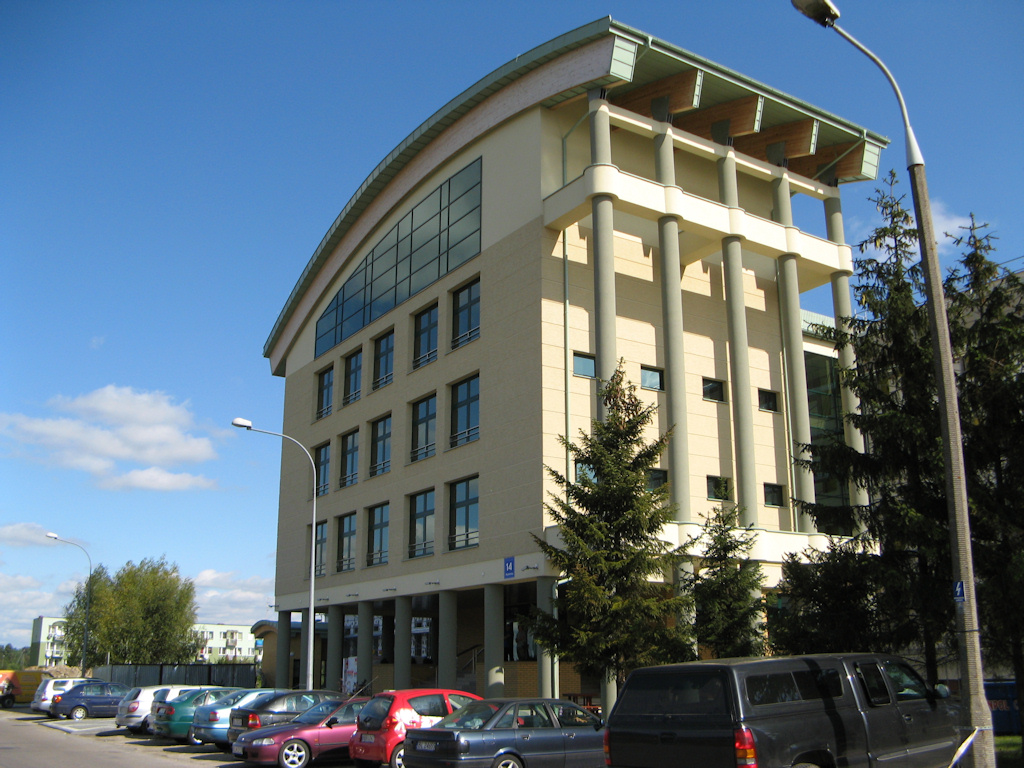
Коледж комп'ютерних наук та ділового адміністрування в Ломжі.
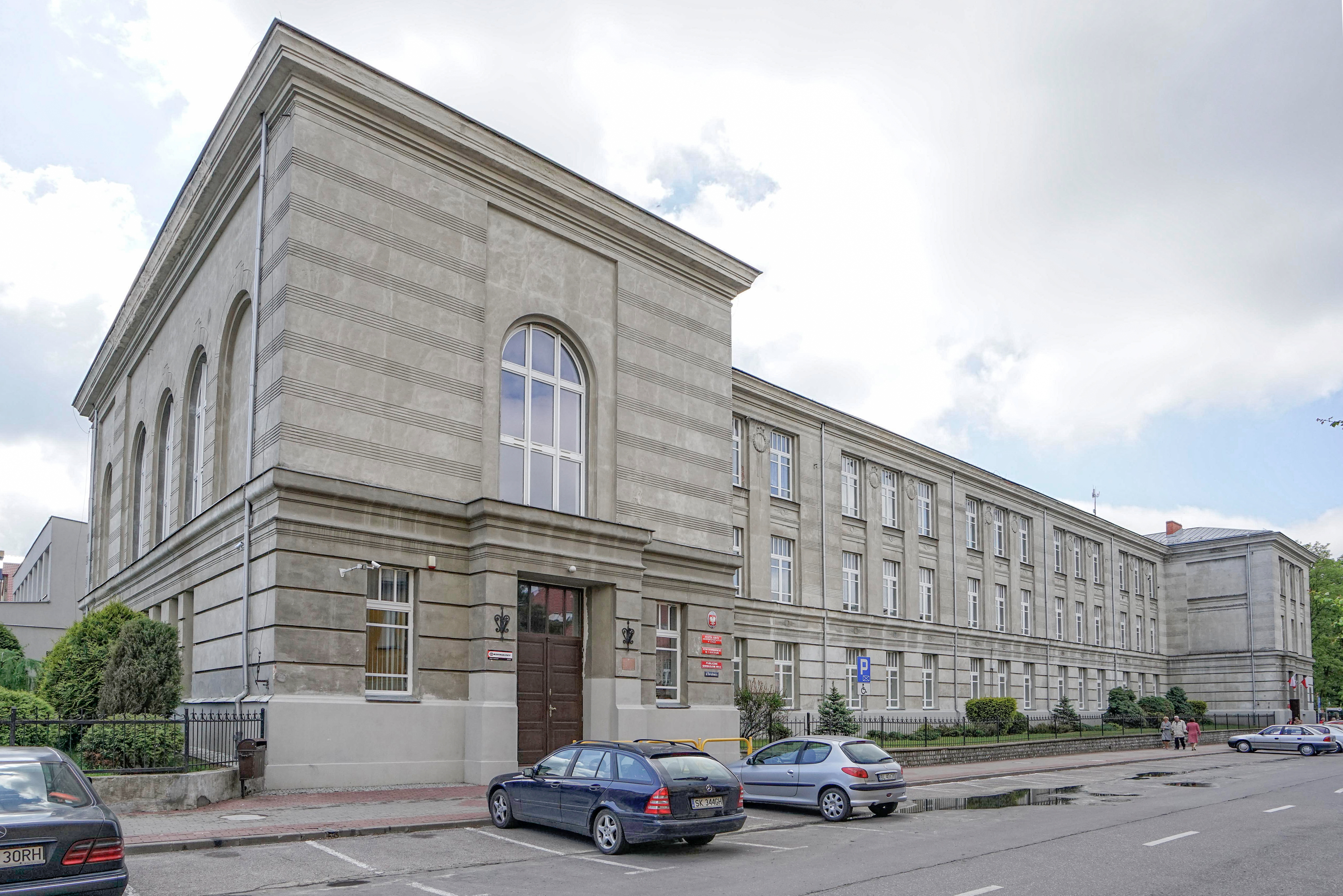
I Liceum Ogólnokształcące, імені Тадеуша Костюшка (СШ №1)
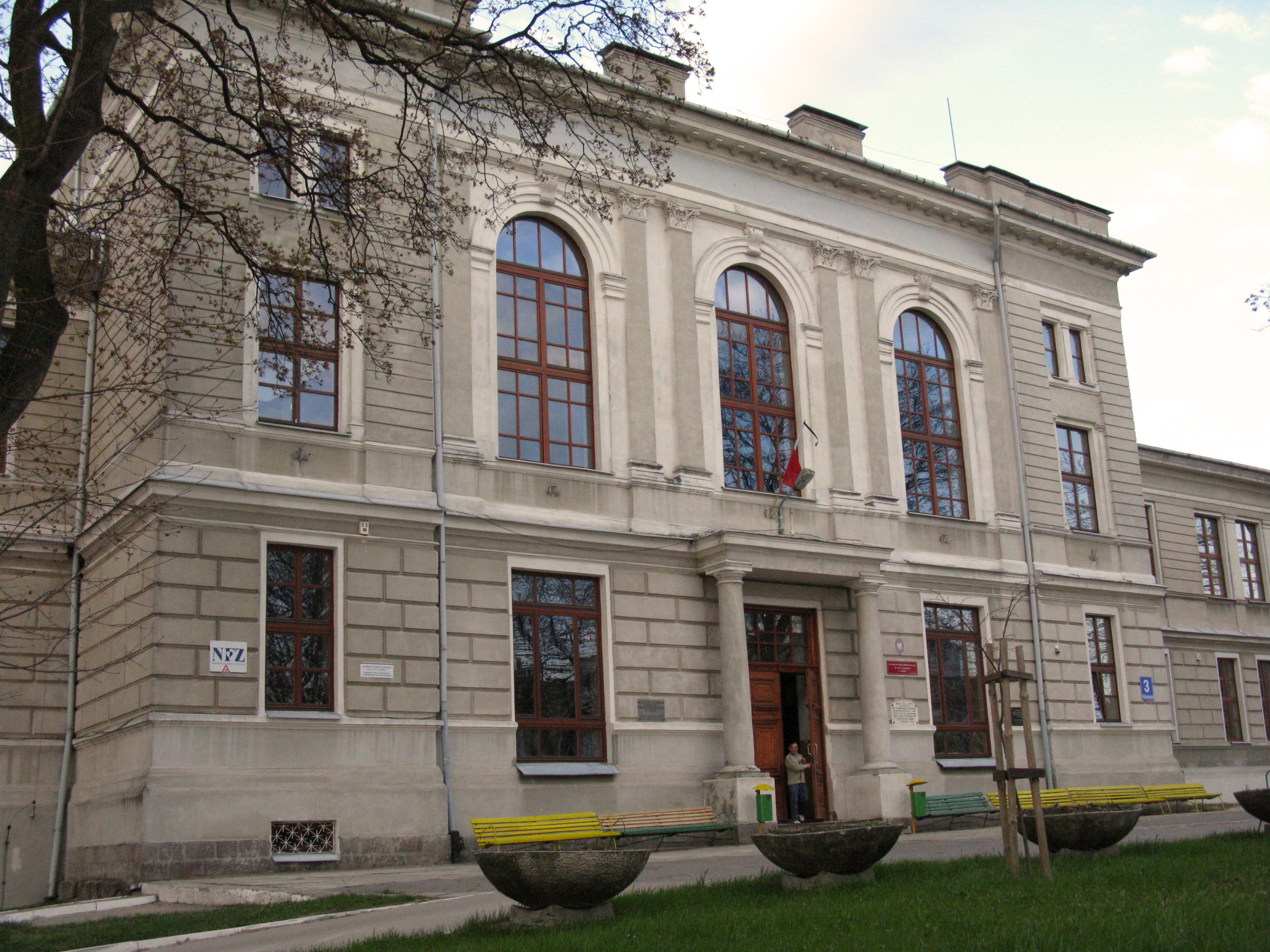
II Liceum Ogólnokształcące, імені Марії Конопницької (ЗОШ №2)
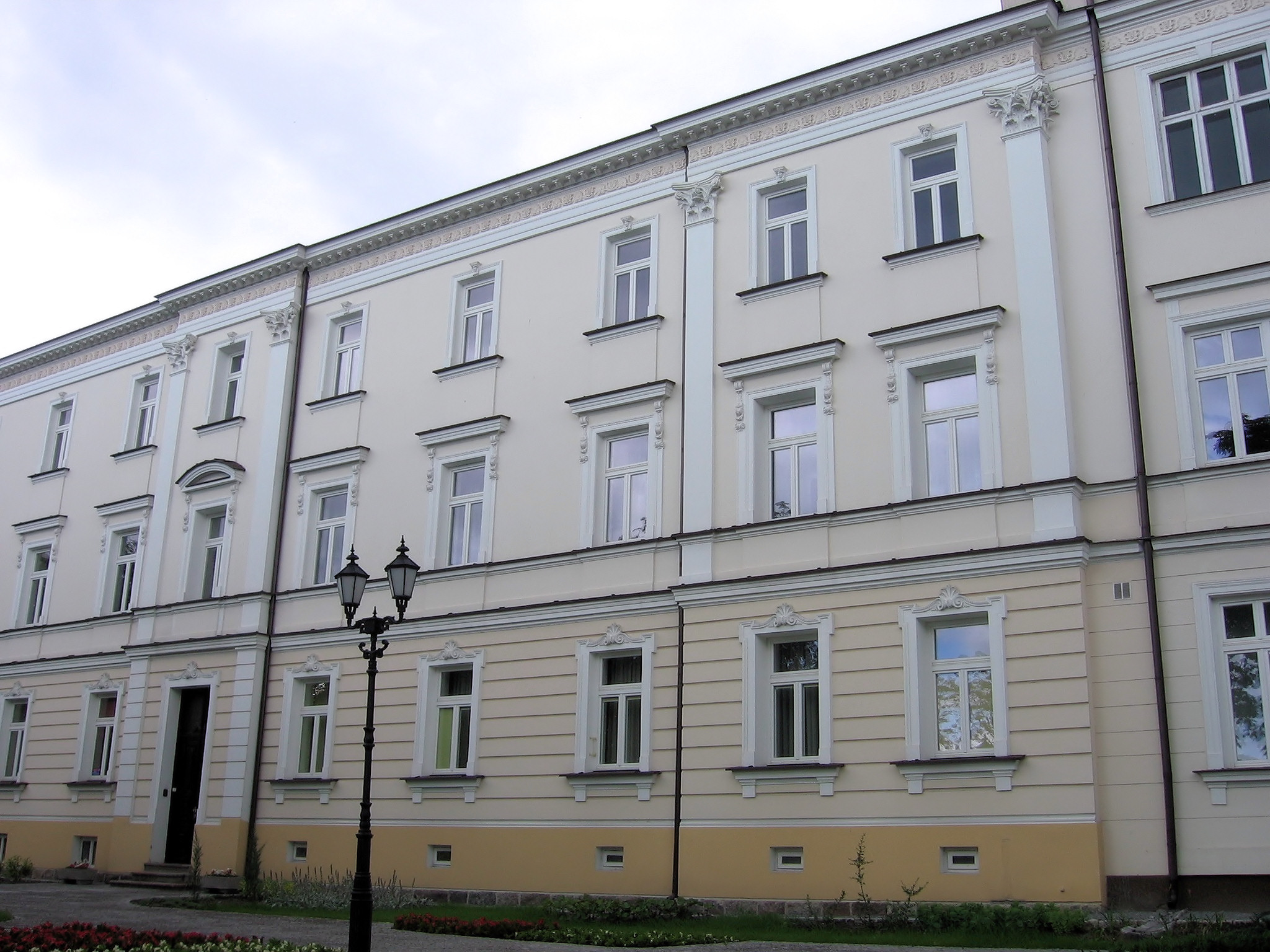
Будівля духовної школи в Ломжі
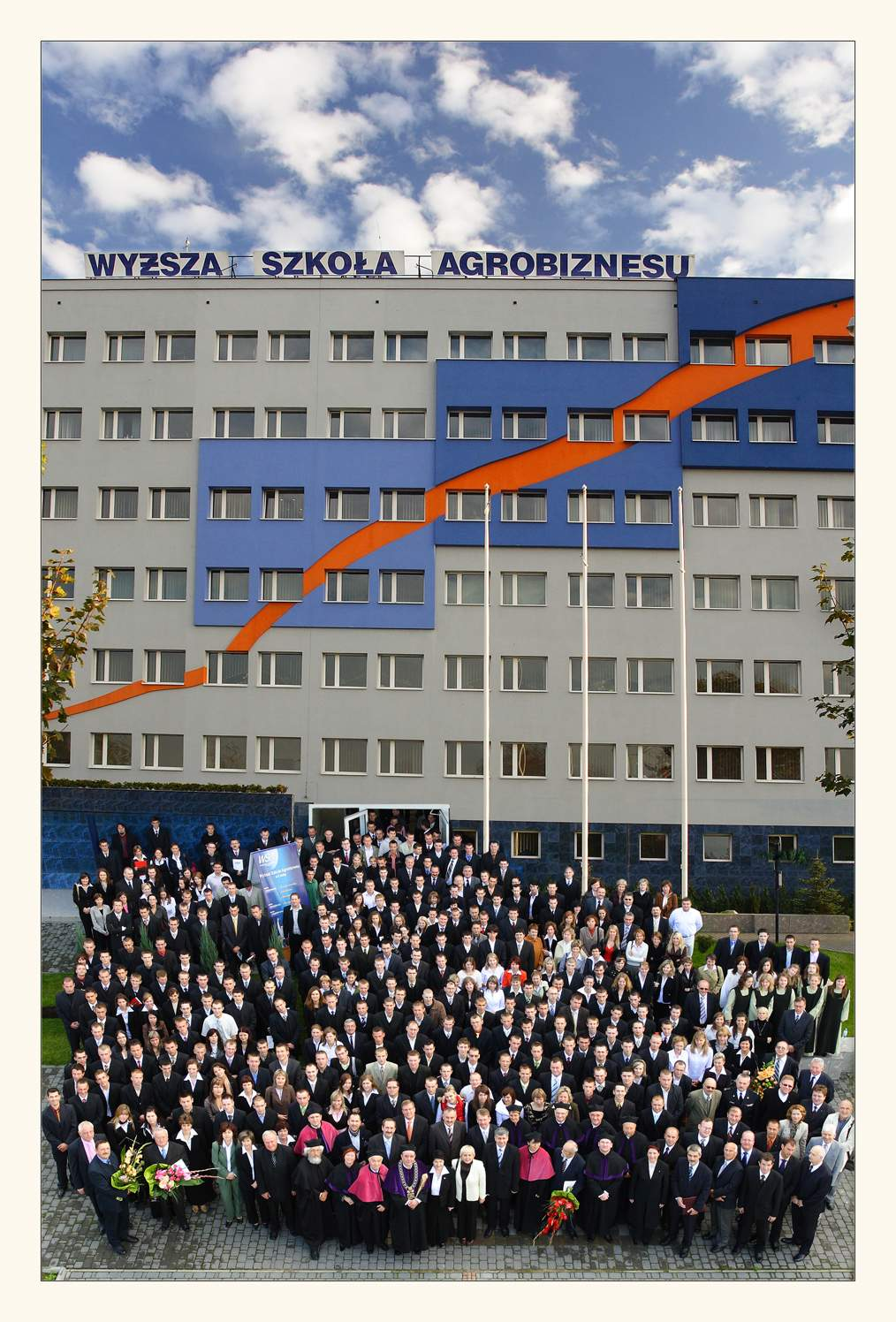
Група студентів WSA перед головною будівлею

## Музика
У місті заснований гурт «Piękni i Młodzi».

## Економіка

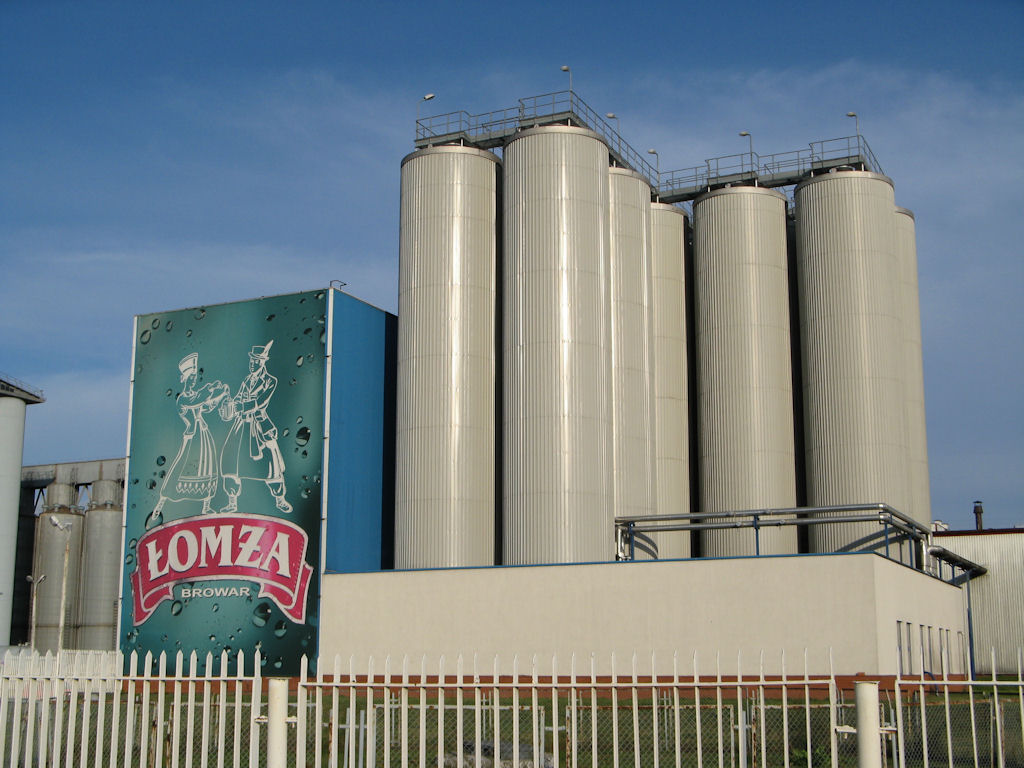
Browar Łomża (пивоварня)

Економіка Ломжі тісно пов'язана з її природним середовищем, а сільське господарство та лісове господарство знаходяться на передньому краї економічного розвитку регіону. Екологічно чиста економіка, в тому числі харчова промисловість, пивоваріння, електроніка, виробництво будівельних матеріалів і меблів, виробництво та переробка сільськогосподарських культур, а також туризм і агротуризм.
Навіть у найбільших компаніях працює менше 1000 працівників, незважаючи на те, що низка фірм входить до сотні найкращих підприємців Підляшшя. Серед них «Browar Łomża» (великий виробник пива), DOMEL (виробник неетилованих вікон), port FARGOTEX (імпортер оббивних тканин), Konrad (імпортер сільськогосподарських тварин), Ломжинська меблева фабрика (Łomżyńska Fabryka Mebli), PEPEES (виробник картопляного крохмалю), Purzeczko (захист особистих і майнових засобів). Крім того, місто є зареєстрованим офісом Підляської агенції реструктуризації та модернізації сільського господарства.
На кінець 2007 року кількість людей, які постійно працювали в Ломжі, становила 13 408, у тому числі 7 170 жінок, однак рівень безробіття (станом на 2009) залишався значно високим і становив 14,1 відсотка. Згідно з даними Реєстру національної економіки (травень 2020 року), в Ломжі налічується 6497 суб'єктів господарювання, з яких 62 класифікуються як середні і 3 - як великі. Один з цих суб'єктів охоплює понад 999 осіб.

## Спорт

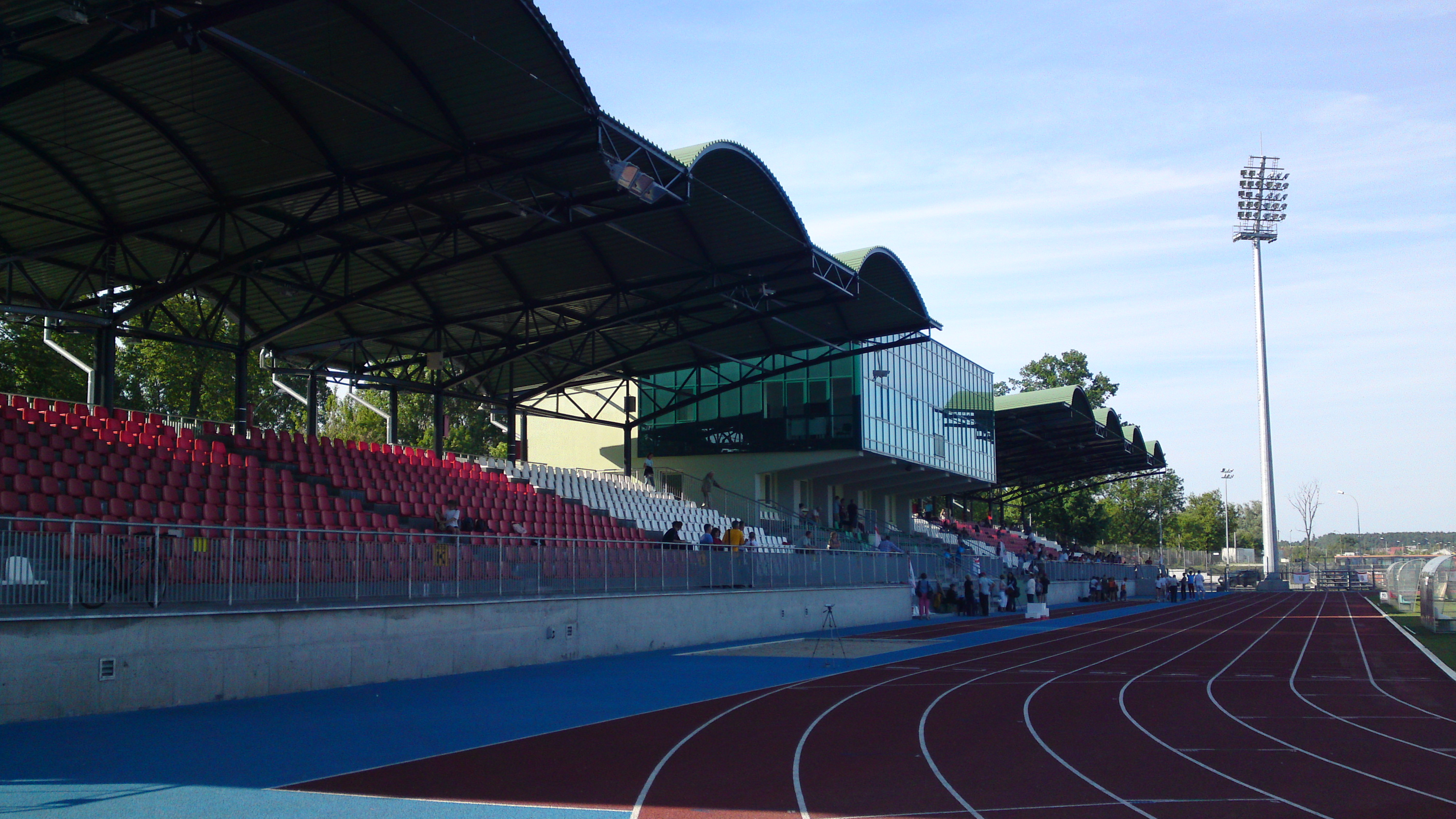
Стадіон «ŁKS Łomża»

Історія спорту в Ломжі бере свій початок з кінця 19 століття, коли в 1897 році відбулися перші аматорські забіги. Через два роки було створено Ломжинське веслярне товариство, яке розпочало свою діяльність 26 січня 1902 року.
Перший футбольний клуб був заснований 16 квітня 1926 року, нині відомий як «ŁKS Łomża». Це найуспішніший футбольний клуб міста, який грав у I лізі у 1930-х, 1940-х та 2000-х роках.
У місті є кілька спортивних клубів, зокрема волейболу, баскетболу, легкої атлетики та бойових мистецтв. Найбільше жителі міста займалися легкою атлетикою, спортивною боротьбою та бодібілдингом. Спорт у Ломжі підтримується Товариством сприяння фізичної культури та Товариством шкільного спорту Ломжі. У 1998 році відкрилася закрита спортивна арена для національних та міжнародних спортивних заходів, включаючи матчі з футболу в приміщенні та турніри з бойових мистецтв.
У 2009 році було підписано договір на будівництво муніципального басейну з відкриттям у 2011 році, який є другим подібним об’єктом у місті.

## Галерея

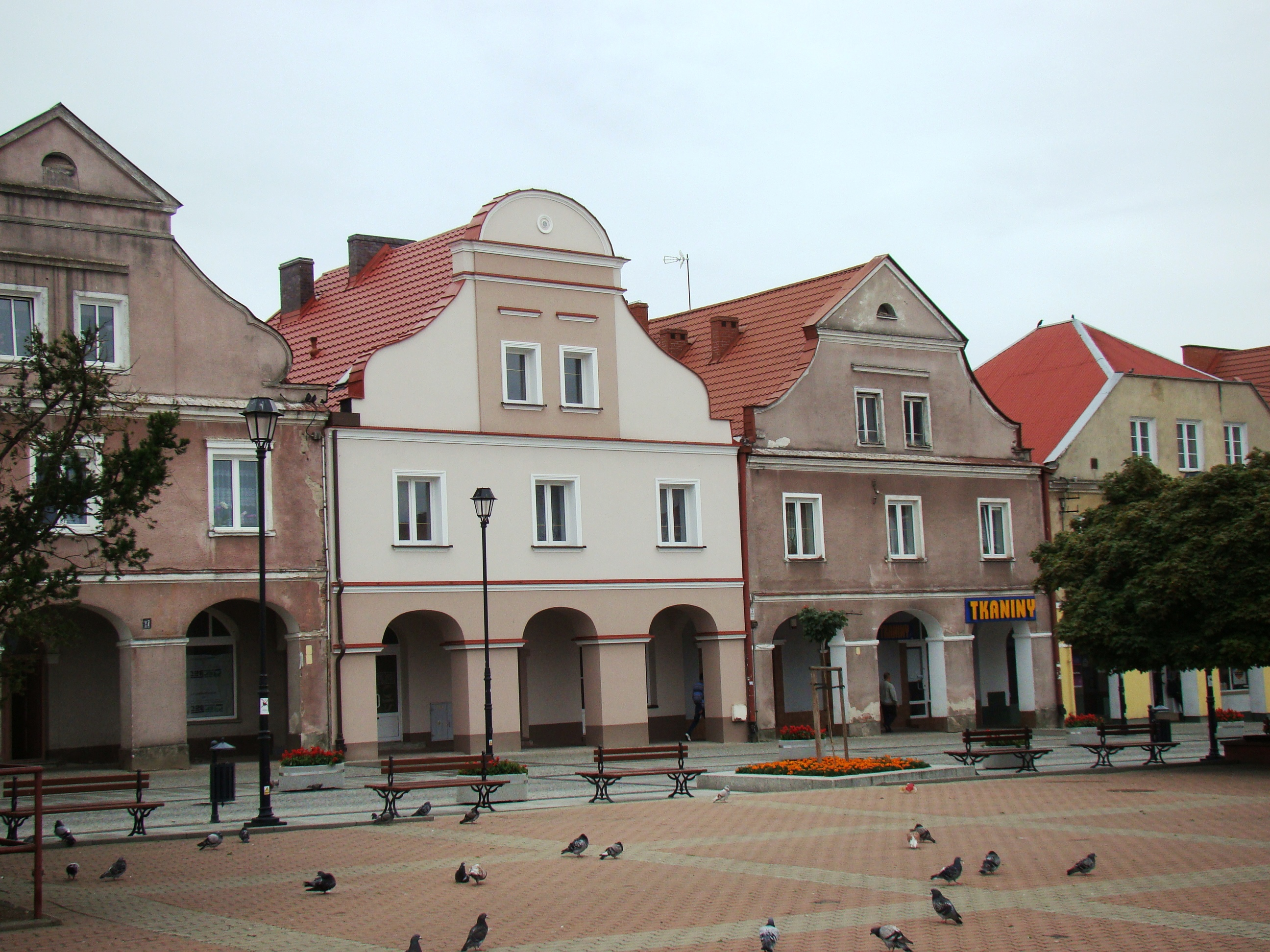
Багатоквартирні будинки на «Старому Ринку»
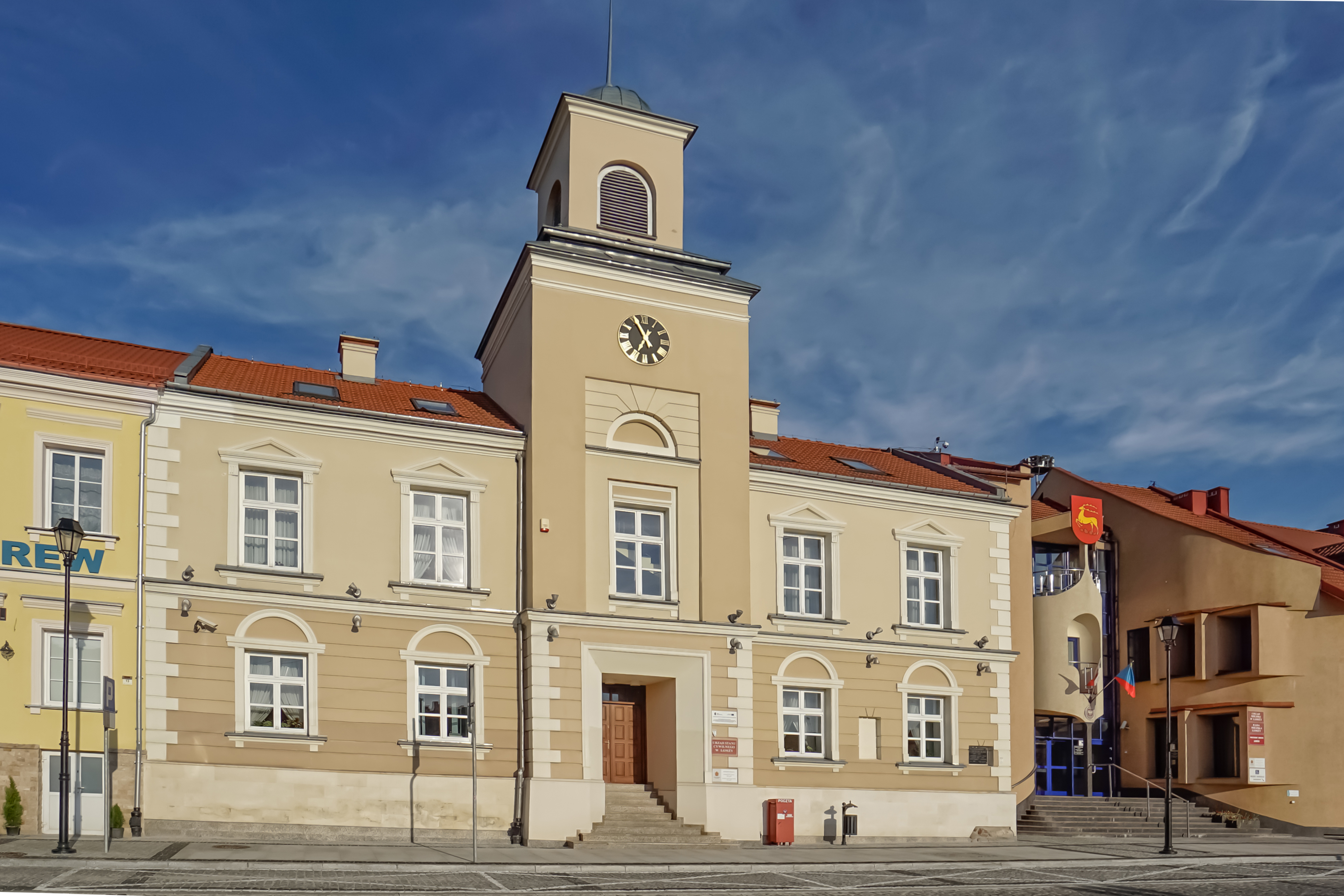
Ломжинська ратуша ("Ratusz")
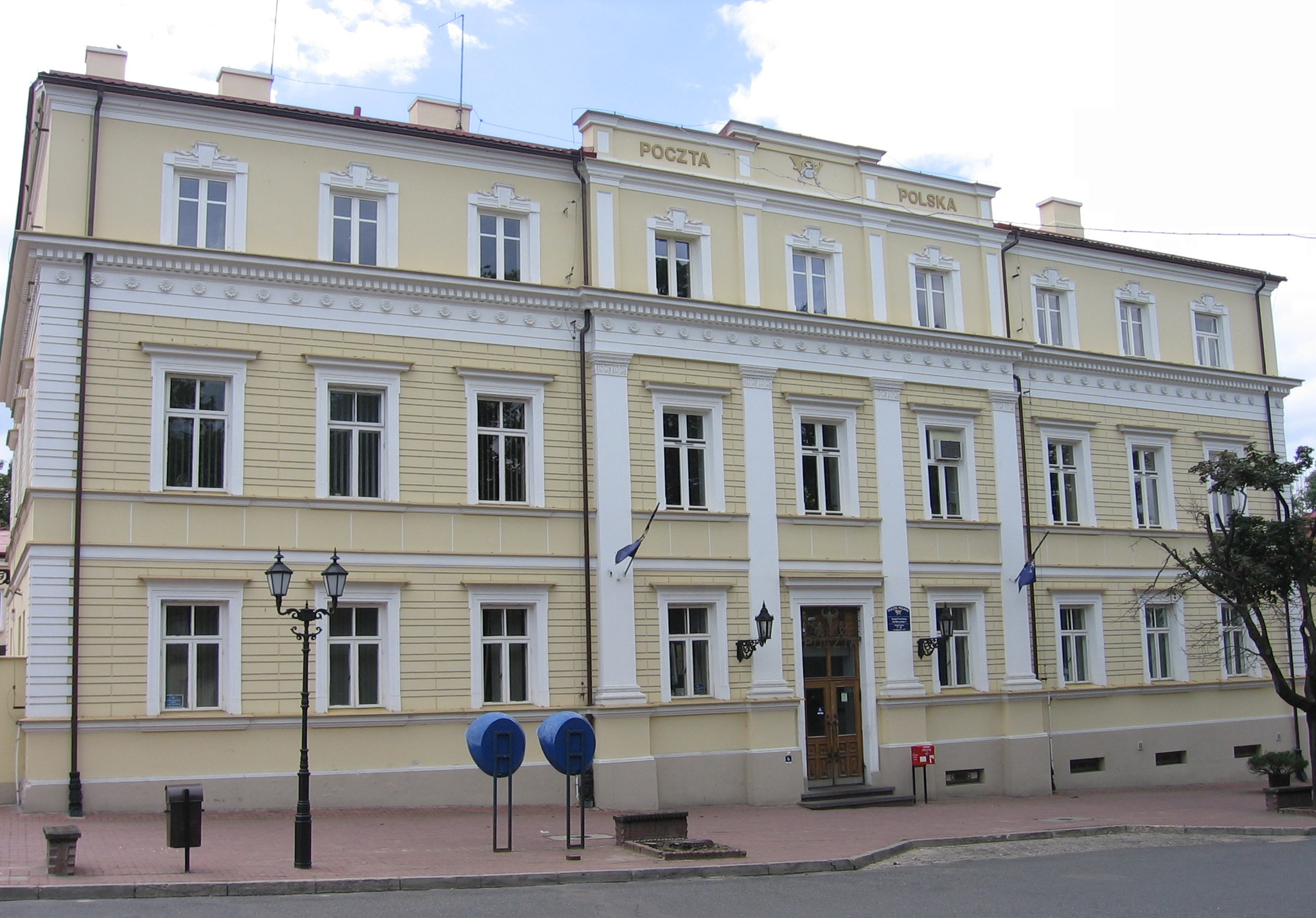
Головне поштове відділення
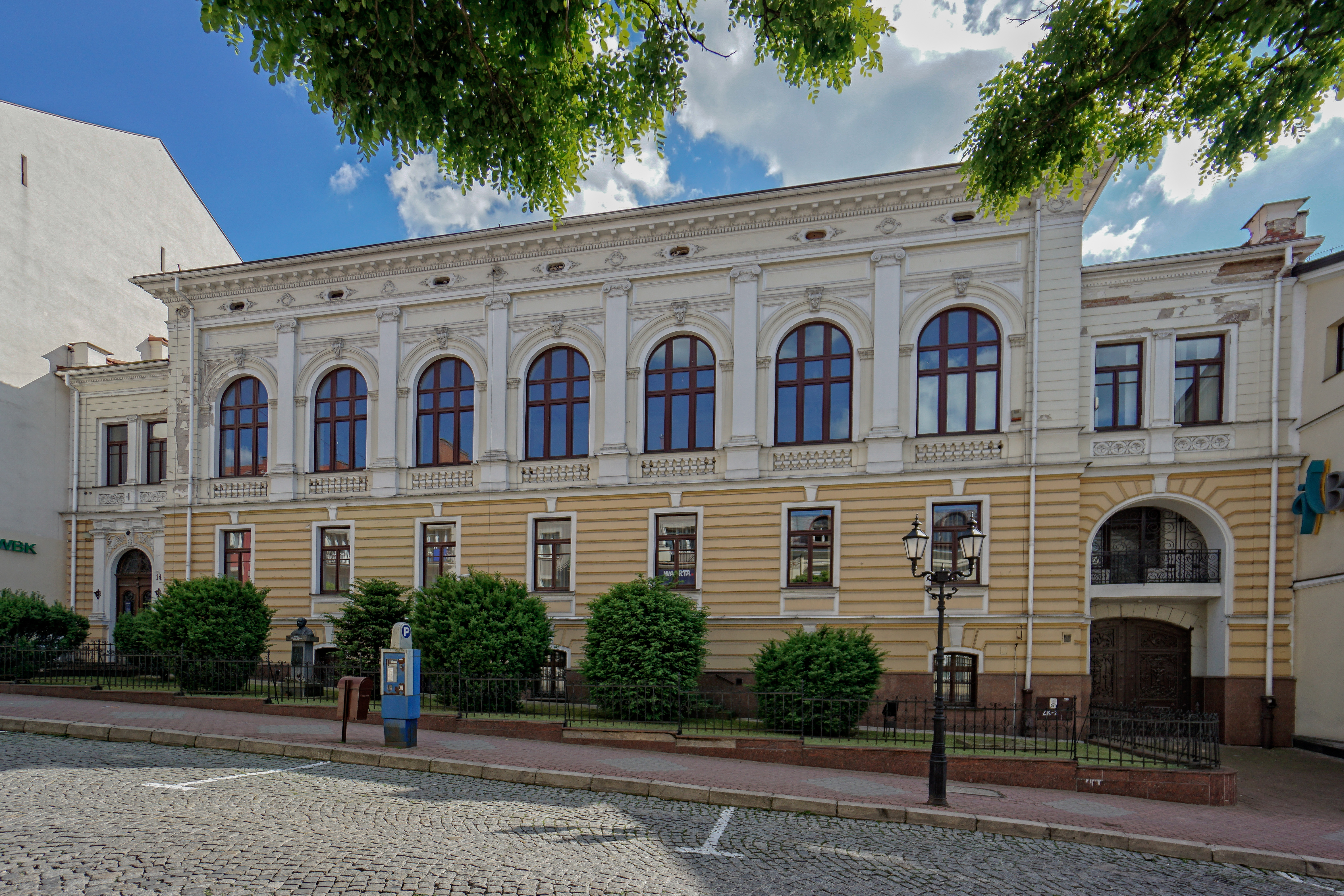
Будівля колишнього державного банку («Bank Państwa»)
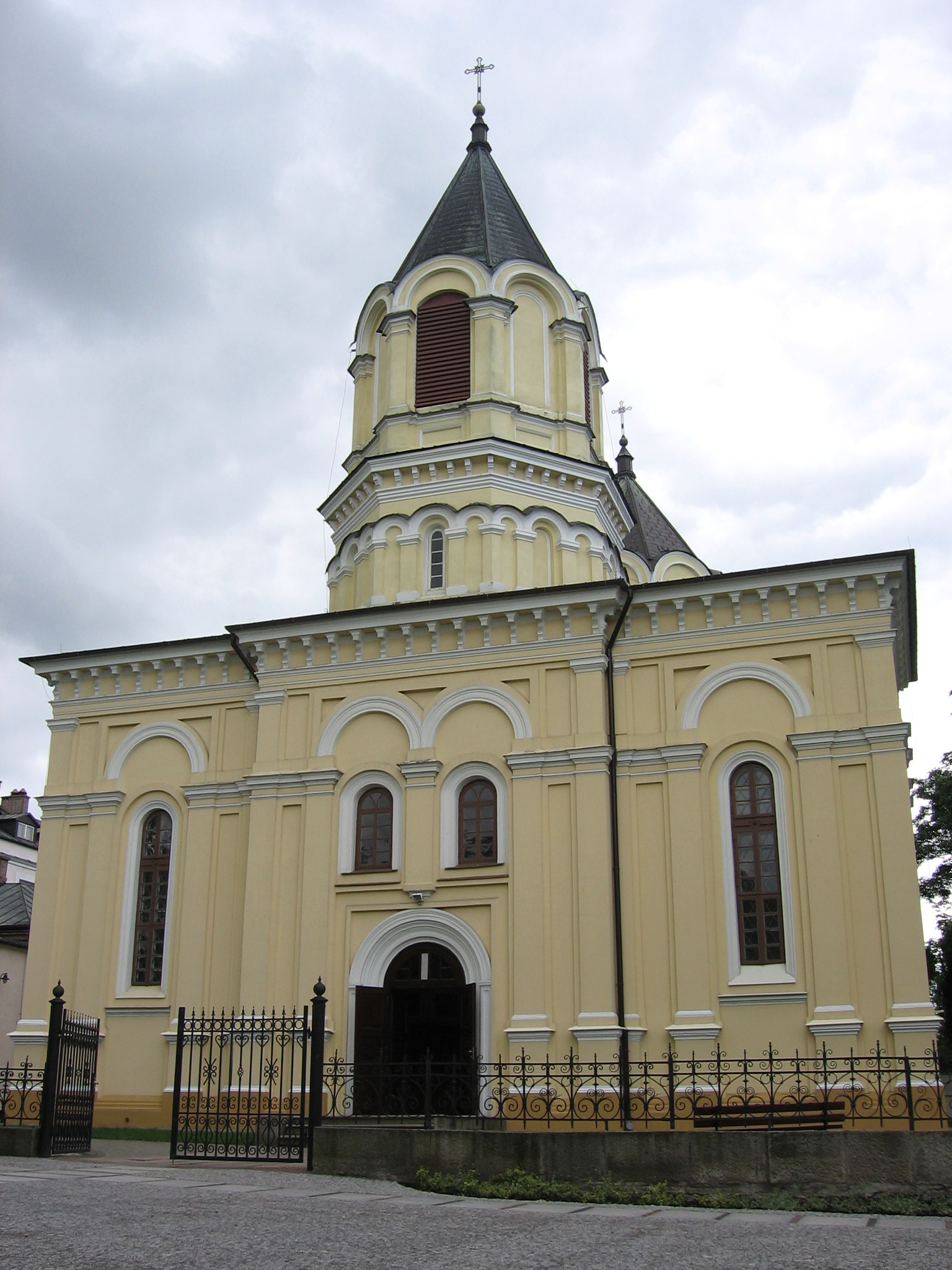
Церква Успіння Діви Марії
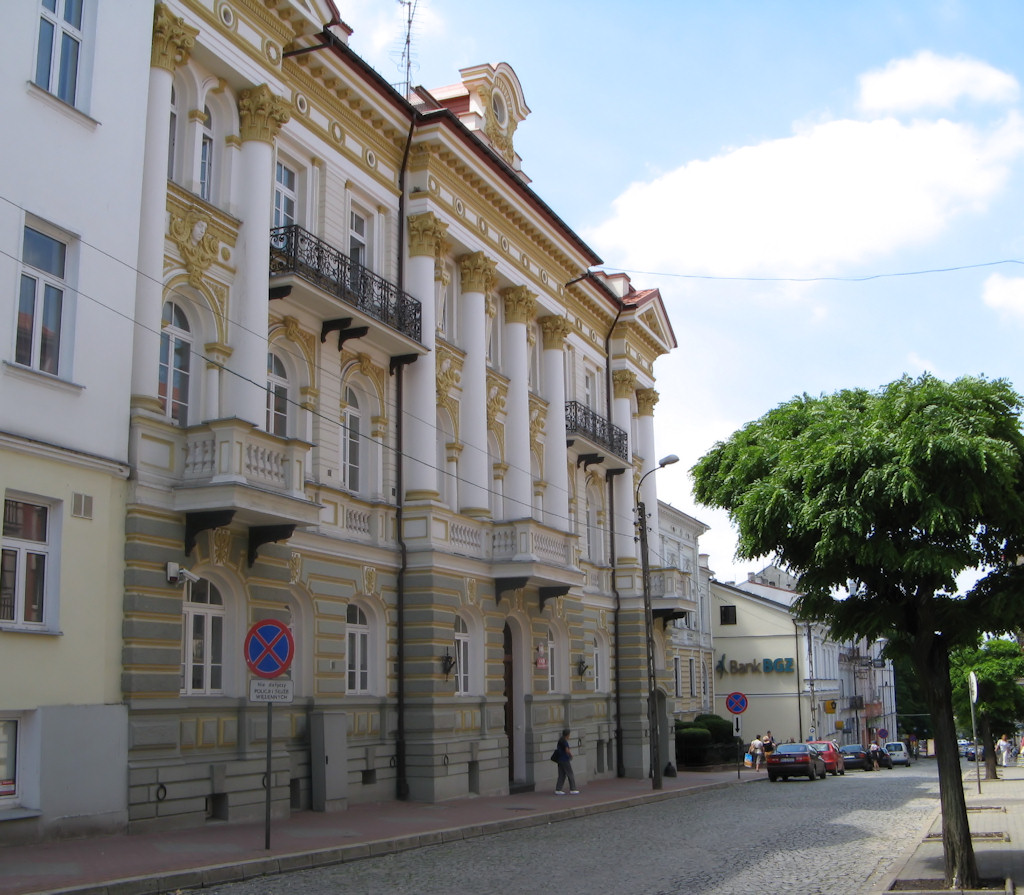
Окружний суд Ломжі
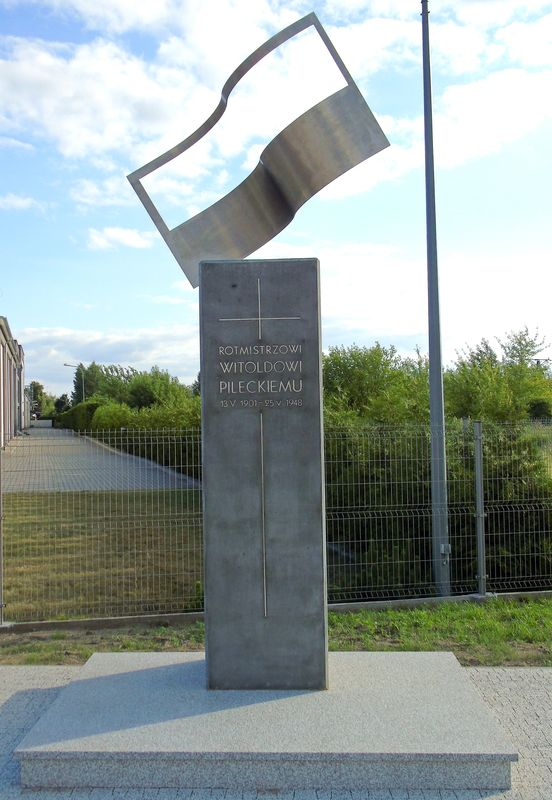
Пам'ятник Вітольду Пілецькому
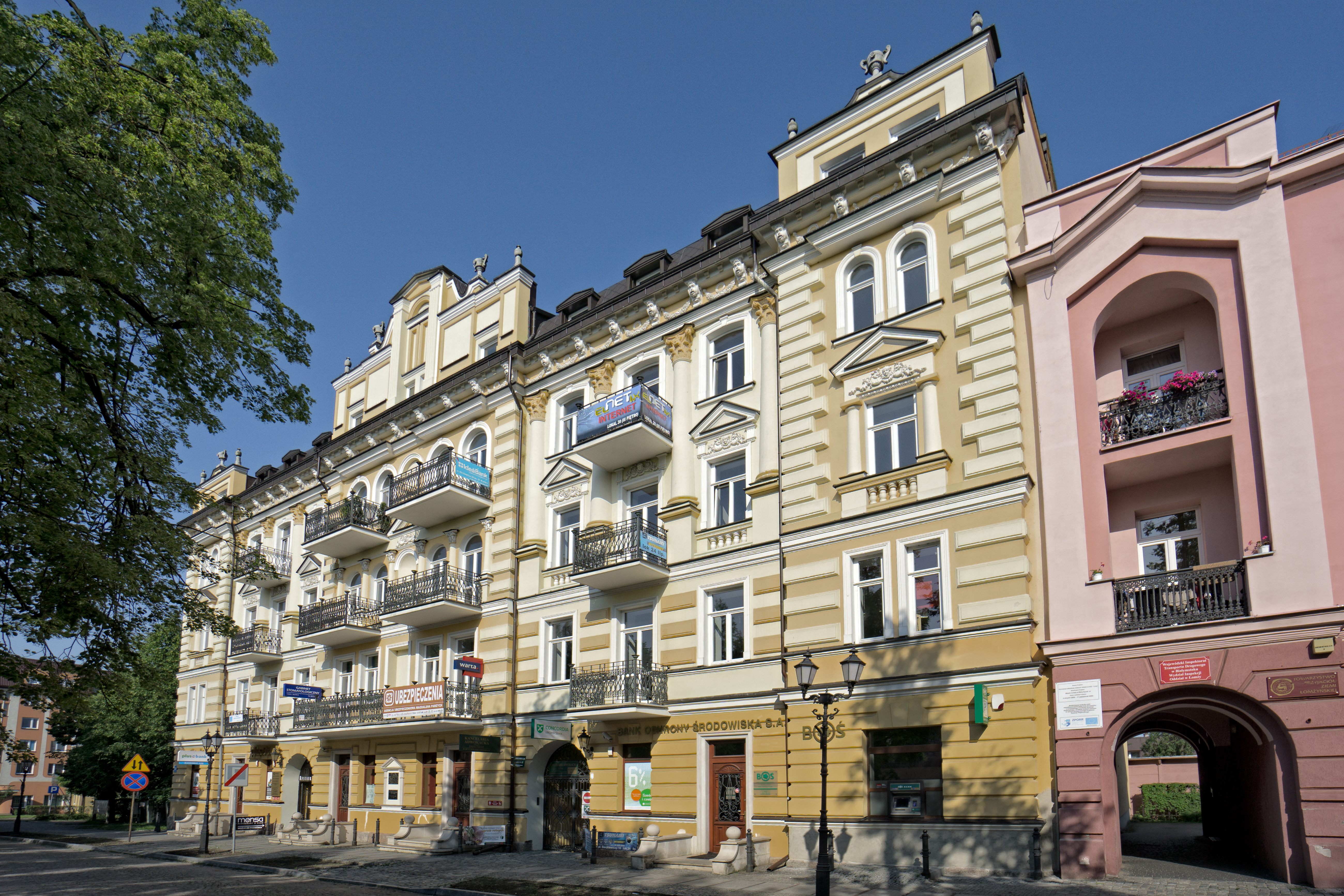
Будинок Следжієвських ( Kamienica Śledziewskich )
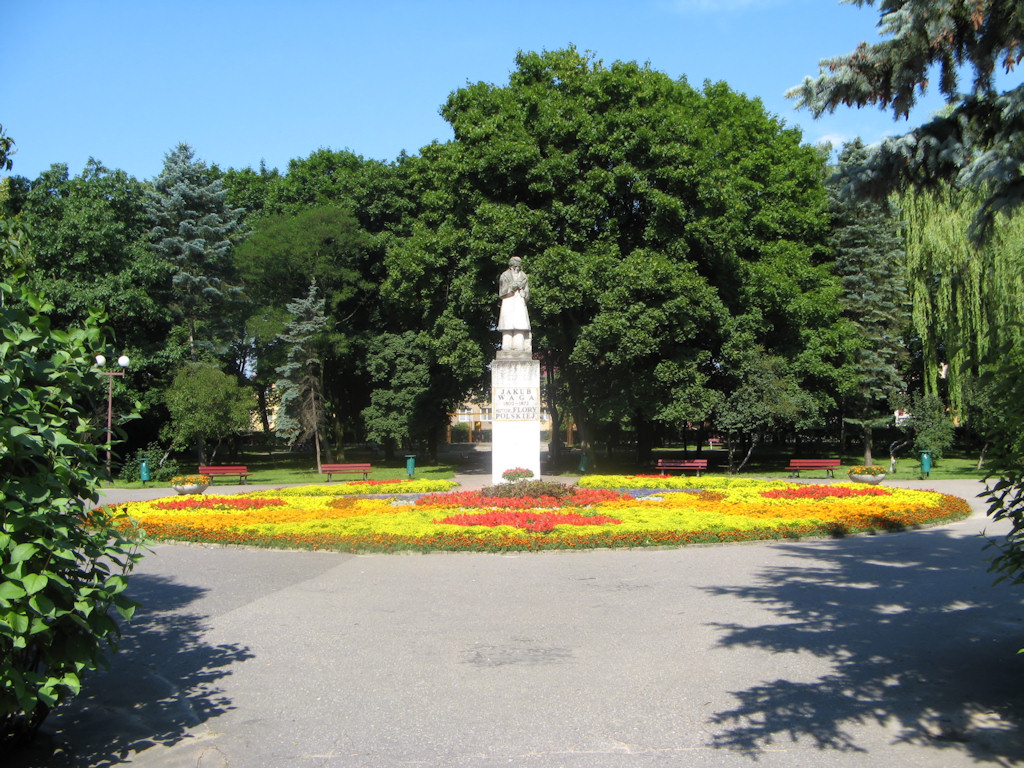
Парк Якуба Вага
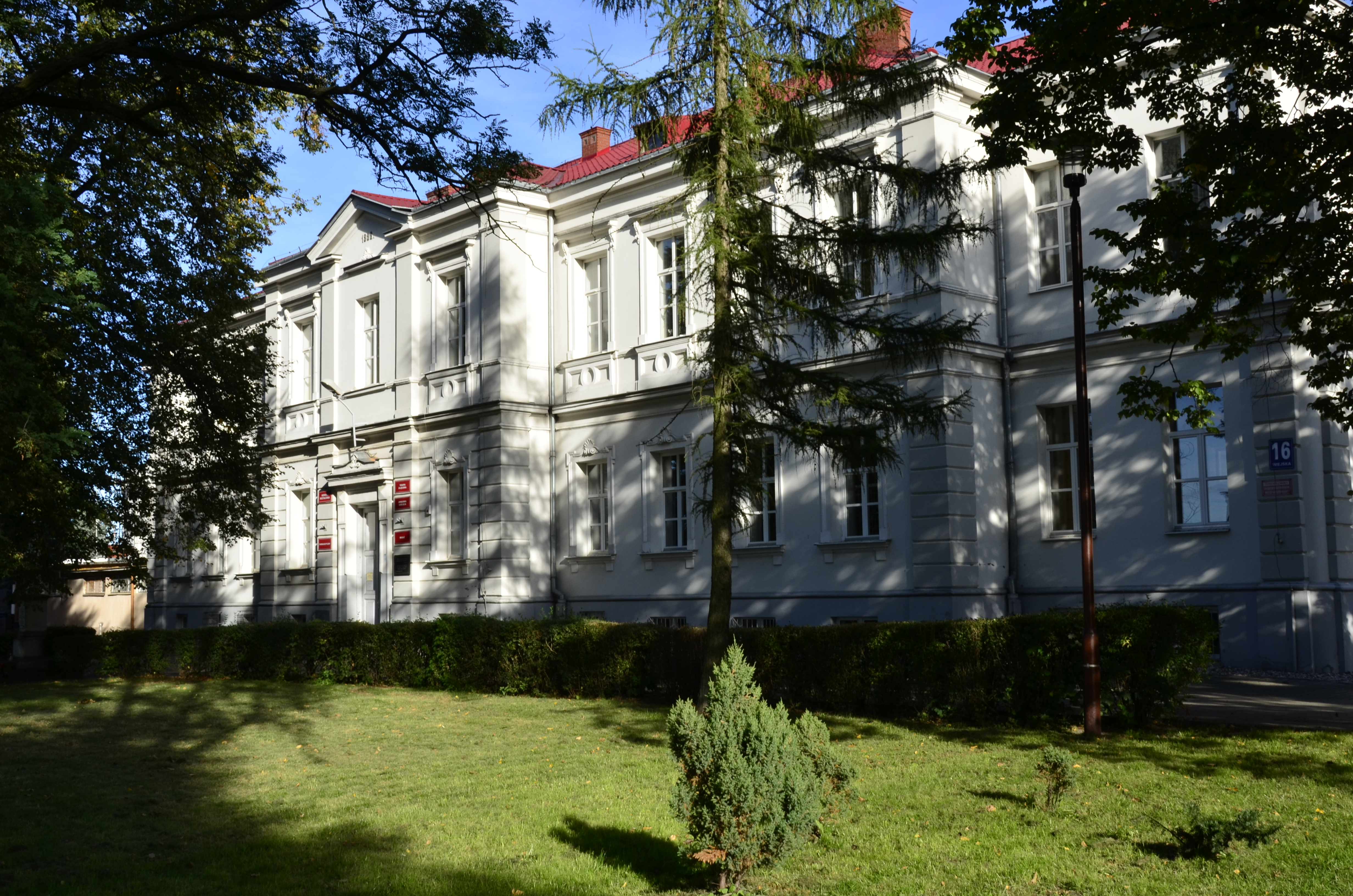
Колишня лікарня Святого Духа
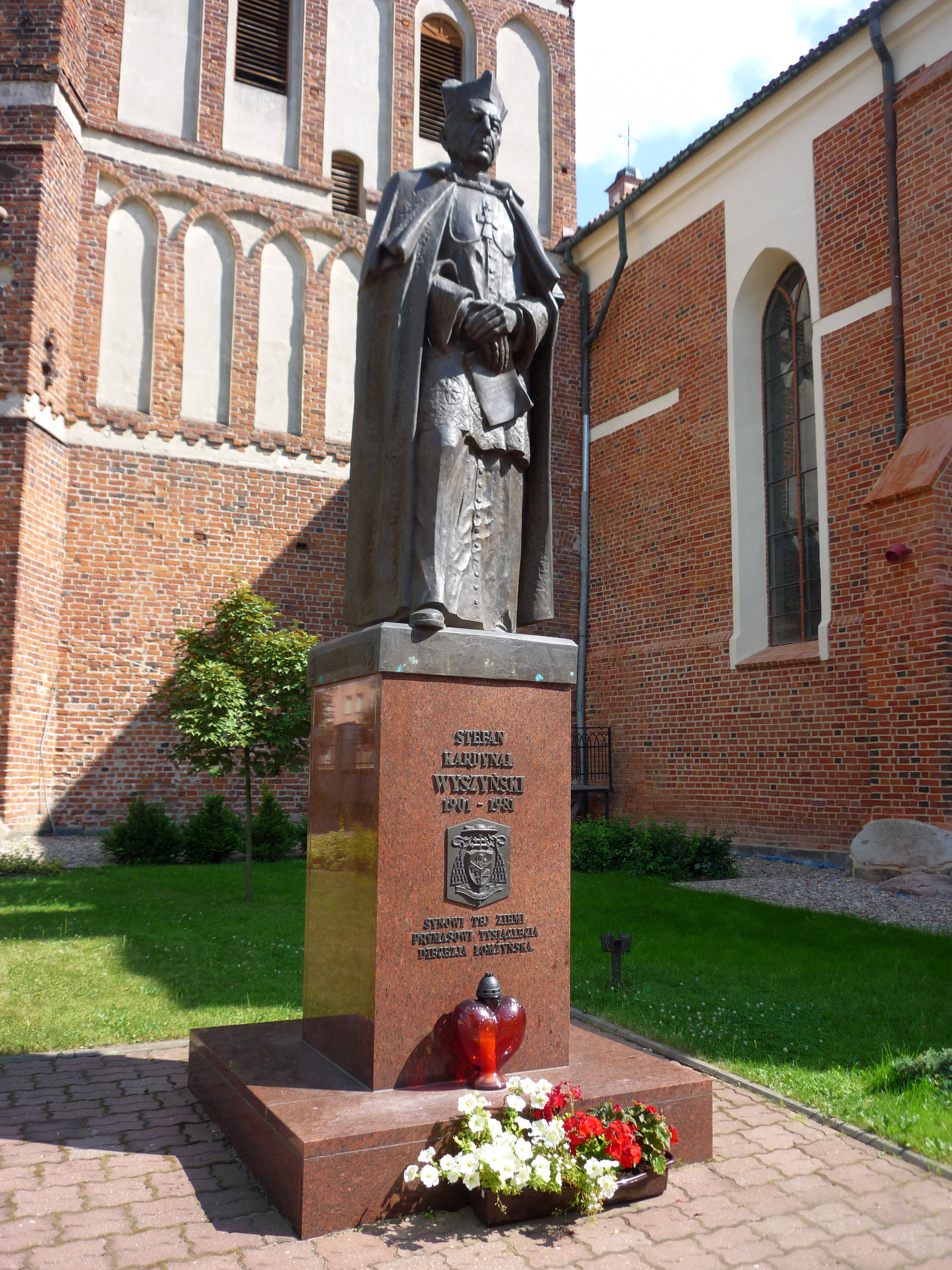
Пам'ятник кардиналу Стефану Вишинському
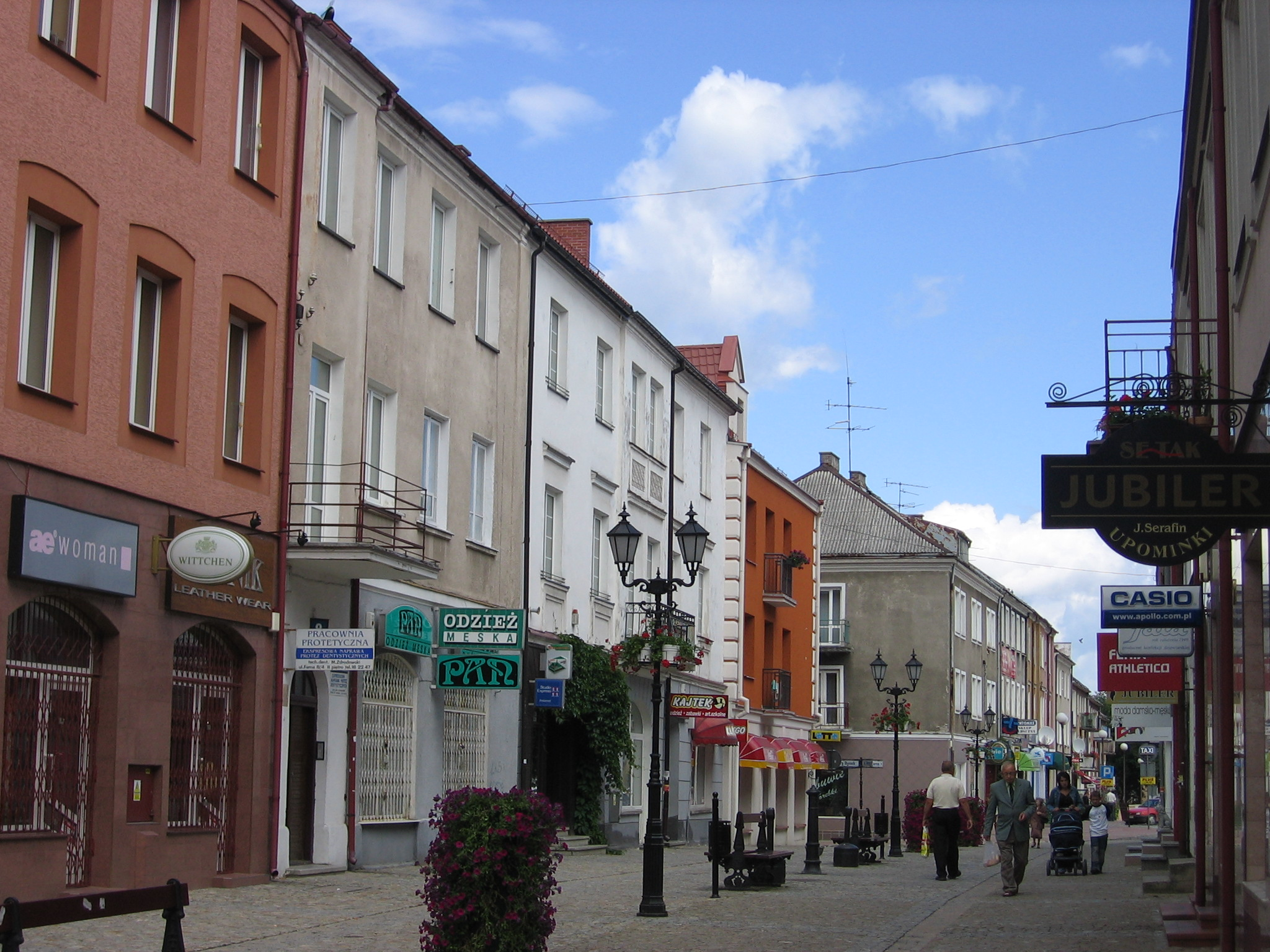
Вулиця Фарна
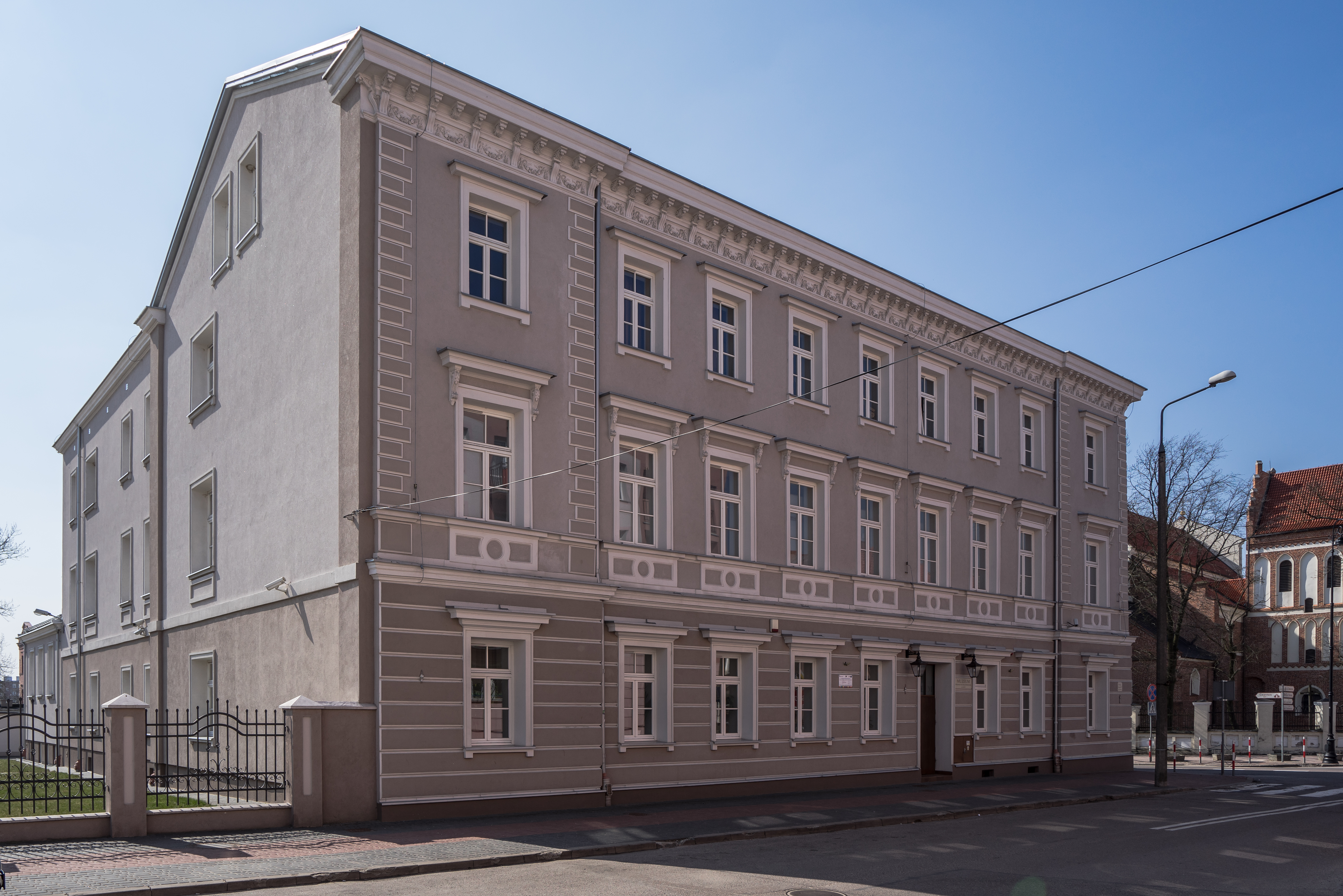
Північно-Мазовецький музей (Muzeum Północno-Mazowieckie)
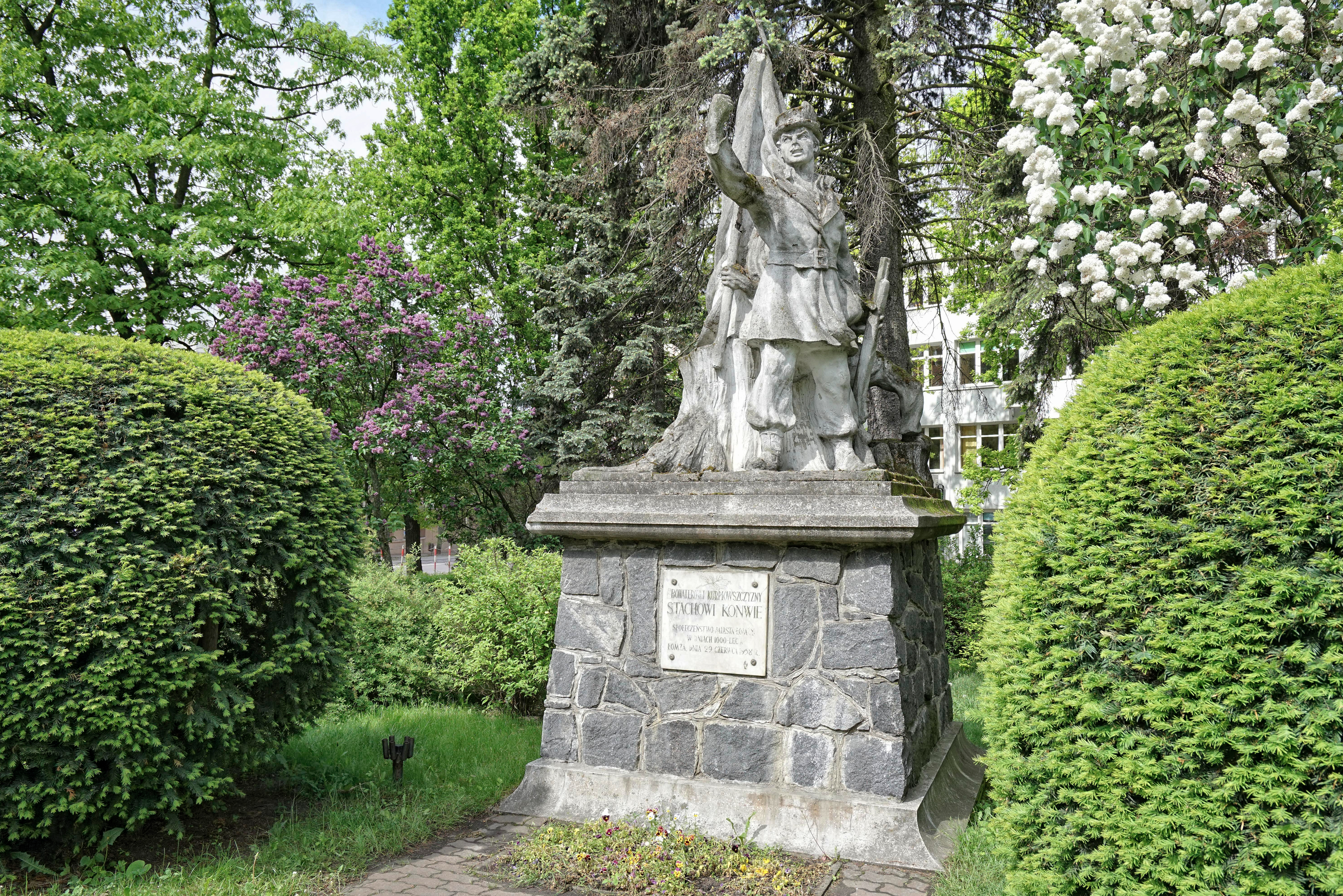
Пам'ятник «Stach Konwa»
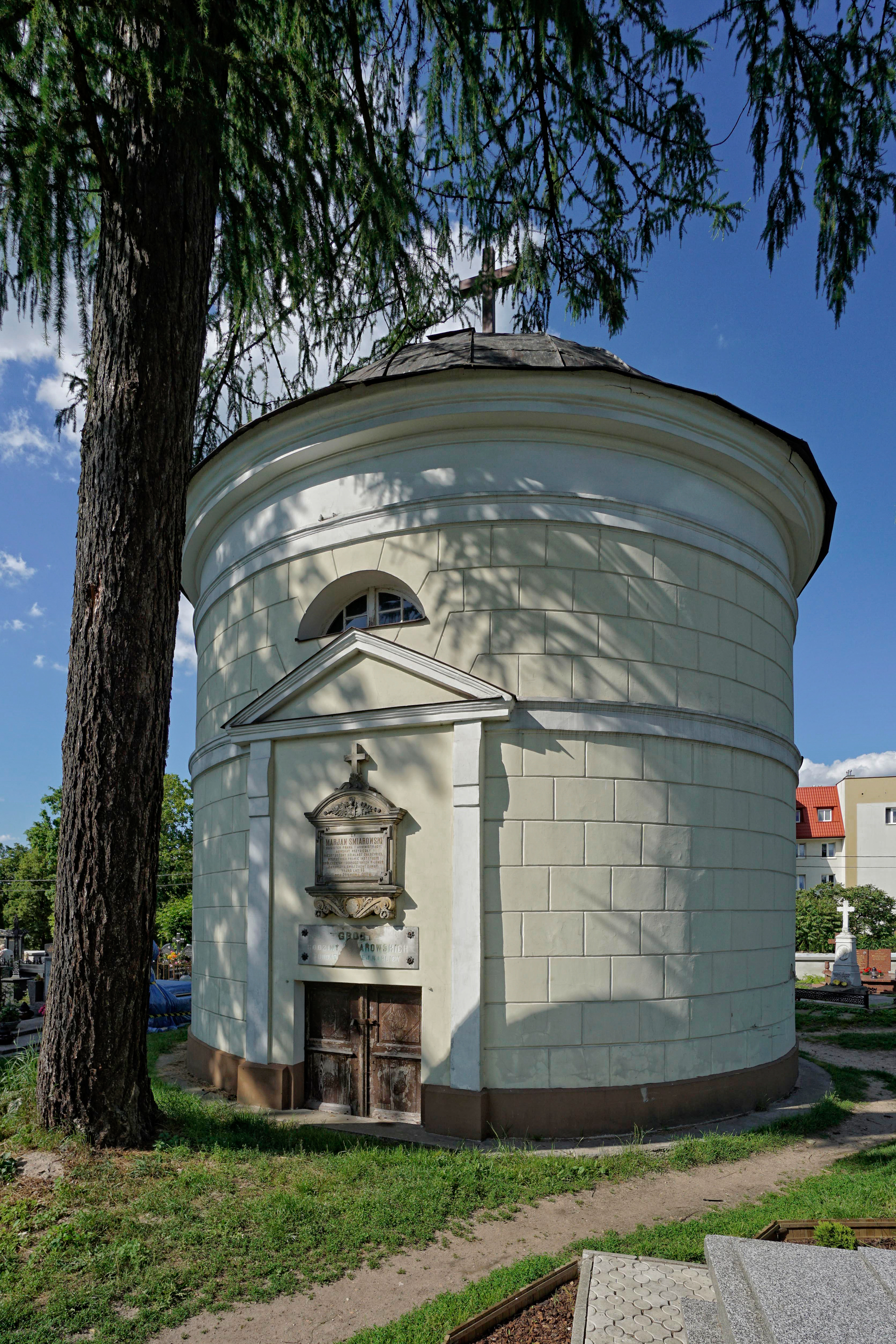
Каплиця на Шмінівському цвинтарі (19 ст.)

## Відомі мешканці

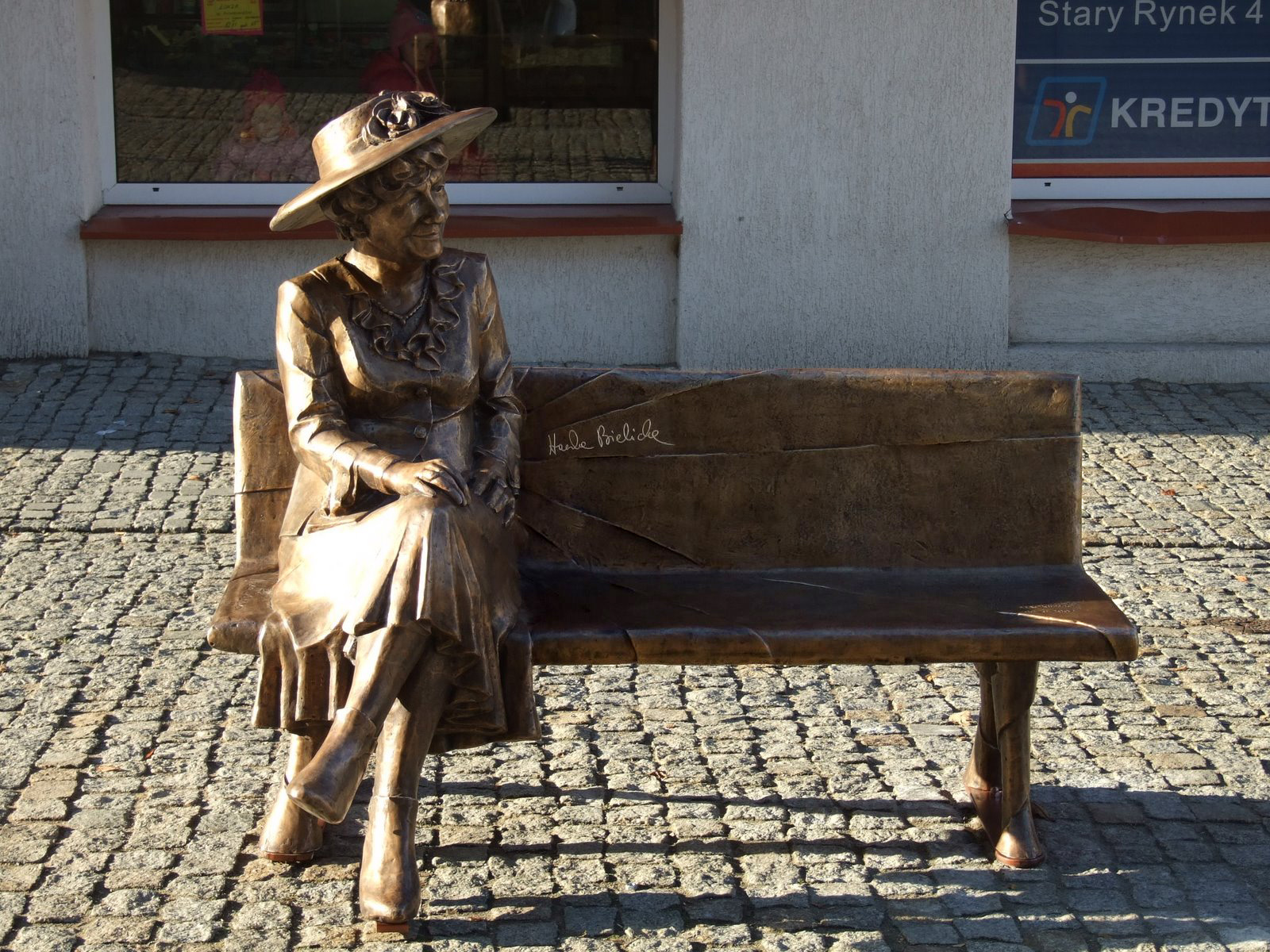
Пам'ятник Ганці Бєліцькій

- Ганка Бєліцька (1915–2006), польська актриса
- Андрій Боболя (1591–1657), польський римо-католицький святий
- Єгошуа Лейба Діскін (1818-1898), рабин
- Юліта Фабіжевська (нар. 1991), польська співачка / автор пісень; учасник «Битви вголос».
- Іцхак ХаЛеві Герцог (1888–1959), Головний рабин Ізраїлю і батько Хаїма Ґерцога, 6-го президента Ізраїлю
- Адам Ковнацький (1989 р.н.), польський боксер-важковаговик
- Семюел А. Левін (1891–1966), американський кардіолог
- Міхал Пяжинський (1885–1940), польський католицький священник, убитий німецькими нацистами
- Раймунд Ремблієнський (1774–1841), польський шляхтич, діяч і землевласник

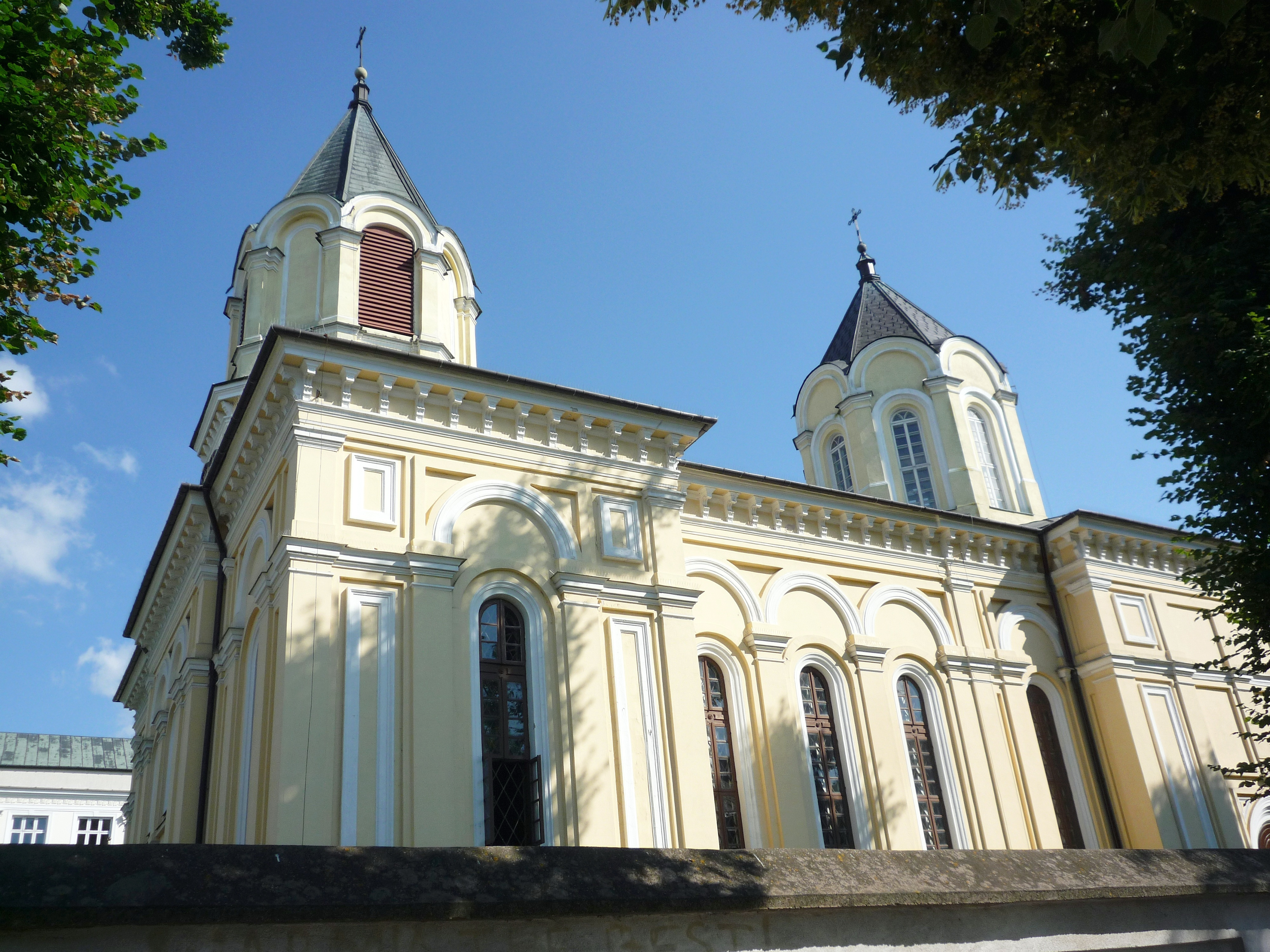
Православна церква

### Перебували
- Степан Ленкавський перебував у місцевій в'язниці у 1932—1935 роках.